# Гробовщик (рестлер)
Марк Уи́льям Кэ́лвей (англ. Mark William Calaway; род. 24 марта 1965, Хьюстон, Техас) — бывший американский рестлер, более известный под именем Гробовщи́к (англ. The Undertaker). Его считают одним из величайших рестлеров всех времён. Наиболее известен своей карьерой в WWF/E с 1990 по 2020 год. Большую часть этого времени Кэлвей выступал в роли ожившего мертвеца Гробовщика, получившую признание критиков. Несмотря на уход с ринга, Кэлвей продолжает работать в WWE по 15-летнему контракту, подписанному в 2019 году.
Начал свою карьеру в 1987 году, работая под разными псевдонимами в World Class Championship Wrestling (WCCW) и других родственных ему промоушенах. После подписания контракта с World Championship Wrestling (WCW) в 1989 году, он недолго проработал под именем «Злой» Марк Каллоус, а в 1990 году перешёл в World Wrestling Federation (WWF, ныне WWE).
После прихода в WWF Кэлвей получил имя Гробовщик. Изображая ожившего мертвеца, мрачного, макабрического персонажа, он приобрёл значительную популярность и получил награду Wrestling Observer Newsletter за лучший образ рекордные 5 лет подряд. Являясь хрестоматийным примером причудливых образов WWF начала 1990-х, Гробовщик стремился подорвать уверенность своих соперников, используя различные тактики устрашения: гробы, трупоподобные чучела, театральные леденящие душу выходы, похоронный звон. Самый продолжительный рестлер в истории компании (30 лет), Гробовщик является одной из самых выдающихся фигур эры Attitude — высокорейтингового, нагнетающего обстановку поколения рестлеров WWF в конце 1990-х годов. Желая выступать под более правдивым для себя образом, Кэлвей расширил образ Гробовщика, приняв в 2000 году облик байкера, а в 2004 году вернулся к усовершенствованной версии своего прежнего образа.
Гробовщик в значительной степени ассоциируется с главным ежегодным событием WWE — WrestleMania, где он стал известен благодаря победной серии из 21-го матча подряд. Он также известен своей связью с сюжетным сводным братом Кейном, с которым он враждовал и объединялся в команду под названием «Братья разрушения». В WWE Гробовщик четыре раза выигрывал титул чемпиона WWF/E, три раза — титул чемпиона мира в тяжёлом весе, один раз — хардкорный титул и шесть раз — титул командного чемпиона мира.
Считающийся одним из величайших рестлеров всех времён, Гробовщик ушёл из рестлинга в 2020 году, его прощальное появление состоялось на шоу Survivor Series в том же году, через 30 лет после дебюта в компании. В 2022 году введён в Зал славы WWE.

## Ранняя жизнь
Марк Уильям Кэлвей родился 24 марта 1965 года в Хьюстоне, Техас, он сын Фрэнка Комптона Кэлвея (умер в июле 2003 года) и Бетти Кэтрин Труби. У него было четыре старших брата по имени Дэвид, Майкл, Пол и Тимоти (умер в марте 2020 года, в возрасте 63 лет). Он учился в средней школе Уолтрипа, где был членом футбольной и баскетбольной команд. Он окончил школу в 1983 году и начал получать баскетбольную стипендию в колледже Анджелина в Лафкине, Техас. В 1985 году он поступил в Техасский Уэслианский университет в Форт-Уэрте, Техас, где обучался спортивному менеджменту и играл в качестве центрового в команде «Рэмс» в сезоне 1985—1986 годов. В 1986 году Кэлвей бросил университет, чтобы сосредоточиться на спортивной карьере, и недолго думал о том, чтобы играть в баскетбол в Европе, но затем решил сосредоточиться на рестлинге.

## Карьера в рестлинге

### Ранняя карьера (1987—1990)
Кэлвей начал обучение под руководством Базза Сойера в конце 1986 года. Ему не понравился Сойер, которому, по сообщениям, не хватало целеустремлённости и он давал скудное образование. Впоследствии Кэлвей учился на практике. Выступая под маской и именем Техасский Рэд, Кэлвей провёл свой первый матч 26 июня 1987 года в World Class Championship Wrestling (WCCW), проиграв Брюзеру Броуди в Спорткомплексе Далласа. На ринг его сопровождал Персиваль «Перси» Прингл III, который позже стал его менеджером в WWF (под именем Пол Берер). О начале карьеры Калауэя в индустрии ходят два мифа: первый — что он дебютировал на ринге в 1984 году, а второй — что его тренировал бывший коллега по WCCW Дон Джардин. Хотя Джардин никогда не тренировал его, Кэлвей был поклонником его работы и подражал походке Джардина по канату. Майк Джонсон из PWInsider заявил: «Использование Гробовщиком некоторых элементов стиля Джардина в конечном итоге вылилось в историю о том, что тот тренировал его».
В 1988 году Кэлвей присоединился к Continental Wrestling Association (которая стала частью United States Wrestling Association (USWA) после того, как Джерри Джарретт купил WCCW и объединил эти две организации в одну), выступая под несколькими псевдонимами. 2 февраля 1989 года под руководством Датча Мантела он был представлен как Мастер боли — персонаж, только что вышедший из тюрьмы США в Атланте после отбывания пяти лет (в основном в одиночной камере) за убийство двух человек в драке. После своего второго матча на следующей неделе он остался на ринге, вызвав на импровизированный матч чемпиона мира в тяжёлом весе USWA Джерри Лоулера. Мастер боли легко избивал Лоулера, пока Мантел не вышел на ринг и не остановил его. Лоулер согласился на титульный матч, и 1 апреля Мастер боли выиграл свой первый титул в рестлинге. Он удерживал его чуть больше трёх недель, пока Лоулер не стал первым человеком, который удержал его, и не вернул титул. 5 октября 1989 года, выступая под именем Каратель, Кэлвей выиграл титул чемпиона Техаса WCWA в тяжёлом весе, победив Эрика Эмбри.

### World Championship Wrestling (1989—1990)
В 1989 году Кэлвей присоединился к World Championship Wrestling (WCW) в качестве хила и принял имя «Злой» Марк Каллоус, придуманное для него Терри Фанком. Его изображали как мрачного человека: он носил преимущественно чёрную одежду и, по словам комментатора Джима Росса, увлекался домашними змеями и музыкой Оззи Осборна. Каллоус был быстро призван в команду «Небоскрёбы», чтобы заменить травмированного Сида Вишеса, и дебютировал 3 января 1990 года в матче против Агента Стила и Рэнди Харриса. Новая команда получила некоторую известность на Clash of the Champions X, когда они избили «Дорожных воинов» после их матча. Менеджером «Небоскрёбов» являлся Теодор Р. Лонг. Однако партнёр Каллоуса Дэн Спайви покинул WCW за несколько дней до чикагской уличной драки против «Дорожных воинов» на WrestleWar. Каллоус и заменивший его Небоскрёб в маске потерпели поражение, вскоре после этого команда распалась. Став одиночным рестлером, Каллоус взял себе в менеджеры Пола И. Дэнджеросли и победил Джонни Эйса на Capital Combat и Брайана Пиллмана на Clash of the Champions XI: Coastal Crush.
Кэлвей начал сомневаться в своём будущем в WCW после того, как во время переговоров о продлении контракта букер Оле Андерсон сказал, что никто никогда не будет платить деньги за то, чтобы посмотреть его выступление. Каллоус боролся с Лексом Люгером за титул чемпиона Соединённых Штатов в тяжёлом весе на шоу The Great American Bash, но проиграл. По словам руководителя WWF/E Брюса Причарда, Хейман уже разослал «пробники» в WWF: Кэлвей провёл матч с вывихнутым бедром, зная, что за ним наблюдает Винс Макмэн. Макмэн сначала не проявил интереса, но Причард посоветовал ему поговорить с Кэлвейем, когда WCW приехала в Нью-Джерси на домашнее шоу 24 августа. Встреча между ними прошла хорошо, и 27 августа Калауэй подал заявление на увольнение в WCW. Его последний матч состоялся 7 сентября на записи WorldWide в Амарилло, Техас, где он победил Дэйва Джонсона.
Во время своего пребывания в WCW Калауэй недолго выступал в New Japan Pro-Wrestling (NJPW) под именем «Каратель» Дайс Морган. В NJPW он объединялся в команды с Бам Бам Бигелоу и Скоттом Холлом в матчах против Масы Сайто и Синъи Хасимото. После ухода из WCW он ненадолго вернулся в USWA, чтобы принять участие в турнире по определению нового единого чемпиона мира в тяжёлом весе USWA: в первом раунде он победил Билла Данди, но в четвертьфинале проиграл Джерри Лоулеру.

### World Wrestling Federation/Entertainment/WWE

#### Дебют и первые противостояния (1990—1991)
В октябре 1990 года Кэлвей подписал контракт с World Wrestling Federation (WWF). Он дебютировал 19 ноября 1990 года под именем Гробовщик Кейн (англ. Kane the Undertaker) на записи шоу Superstars. Кэлвей дебютировал на экране 22 ноября на Survivor Series в качестве хила, когда он стал таинственным партнёром команды Теда Дибиаси. Примерно через минуту после начала матча Гробовщик устранил из матча Коко Би Уэйра своим коронным Tombstone Piledriver. Он также устранил Дасти Роудса, прежде чем сам вылетел по отсчёту, однако его команда выиграла матч, а Дибиаси остался единственным выжившим. Во время матча Кэлвейя называли Гробовщиком, опустив имя «Кейн», которое вскоре после этого шоу было убрано (а семь лет спустя было присвоено другому рестлеру, который в итоге стал одноимённым младшим братом Гробовщика). В конце 1990 года Гробовщик в основном побеждал слабых противников на шоу Superstars of Wrestling и Wrestling Challenge. В 1991 году он участвовал в «Королевской битве», который выиграл Халк Хоган. В феврале 1991 года Гробовщик сменил менеджера с Брата Лава на Пола Берера — истеричного, мрачного персонажа, которого почти всегда видели с погребальной урной, которую он использовал для восстановления сил Гробовщика всякий раз, когда тот становился жертвой атак своих противников. Гробовщик клал своих поверженных противников в мешок для трупов и уносил их в подсобку. Он продолжал одерживать победы в быстрых матчах, что привело к его первой вражде в WWF с Джимми Снукой.

#### Чемпион WWF (1991—1994)
Его дебют на шоу WrestleMania произошёл на WrestleMania VII 24 марта 1991 года, где быстро победив Джимми Снуку. Он начал свою первую серьёзную вражду с Последним воином, когда напал на Воина и запер его в гробу на съёмках сегмента «Похоронное бюро Пола Берера». Позже он проиграл Воину в первом в истории WWF матче с мешком для трупов. На шоу «Король ринга» 1991 года Гробовщик победил Дорожного воина Зверя в отборочном матче, а затем сразился с Сидом Вишесом до двойной дисквалификации в полуфинале, после чего оба бойца были исключены из турнира. На Survivor Series Гробовщик победил Халка Хогана и выиграл свой первый титул чемпиона WWF с помощью Рика Флэра и стал самым молодым чемпионом WWF в истории, пока этот рекорд не был побит Ёкодзуной в апреле 1993 года на WrestleMania IX. Через шесть дней президент WWF Джек Танни назначил матч-реванш на This Tuesday in Texas, в котором он снова уступил титул Хогану. Однако из-за спорных концовок двух титульных матчей между Гробовщиком и Хоганом, Танни объявил титул вакантным. Титул был вручён Рику Флэру как победителю «Королевской битвы» 1992 года.
В феврале 1992 года союзник Гробовщика Джейк «Змей» Робертс попытался атаковать менеджера и жену Рэнди Сэвиджа мисс Элизабет стальным стулом, но Гробовщик остановил его, впервые став фейсом. Этот переход был закреплён в эпизоде Superstars от 29 февраля, когда Робертс столкнулся с Гробовщиком на площадке «Похоронного бюро» из-за этого инцидента. После того, как Робертс спросил, на чьей стороне Гробовщик, и получил ответ «Не на твоей!», он напал на Берара и Гробовщика, но Гробовщик устоял на ногах и прогнал Робертса. Гробовщик победил Робертса на WrestleMania VIII. Затем в течение 1992 и 1993 годов он много враждовал с рестлерами под руководством Харви Випплмана, такими как Камала и Гигант Гонсалес. Также в это время он стал хедлайнером первого эпизода Monday Night Raw 11 января 1993 года, одержав победу над Дэмиеном Дементо. По словам Кэлвея, работа с Гонсалесом «…была выживанием в попытке понять, что он может сотворить» и «отняла годы от моей карьеры». Он встретился с Гонсалесом на WrestleMania IX, которая примечательна тем, что Гробовщик одержал единственную победу на WrestleMania по дисквалификации после применения хлороформа. Его соперничество Ёкодзуной достигло кульминации в матче за звание чемпиона WWF на Royal Rumble в январе 1994 года. Во время матча Ёкодзуна с помощью нескольких других хилов, управляемых Випплманом, запечатал Гробовщика в гроб и выиграл матч. Гробовщик появился изнутри гроба на видеоэкране, представляя свой дух, и предупредил, что он вернётся. После поражения Ёкодзуне Гробовщик не появлялся в WWF в течение семи месяцев. На самом деле ему дали отпуск, чтобы дать возможность залечить травму спины.

#### Мертвец (1994—1996)
Во время отсутствия Гробовщика WWF рекламировала его возвращение, показывая видеоклипы людей, которые утверждали, что видели его. После WrestleMania Х Тед Дибиаси объявил о возвращении Гробовщика в WWF. Однако этот Гробовщик, которого сыграл двоюродный брат Кэлвея, Брайан Ли, был самозванцем, что привело к возвращению настоящего Гробовщика в главном матче SummerSlam, который предстал в новой, более мрачной, версии своей персоны «Мертвеца» (англ. Deadman). Теперь он носил перчатки и сапоги фиолетового цвета, а также использовал туман при выходе на ринг. Гробовщик победил самозванца после трёх Tombstone Piledrivers и закрыл его в гробу, который он принёс на ринг. На Survivor Series Гробовщик победил Ёкодзуну в матче с гробом. На протяжении большей части 1995 года Гробовщик враждовал с членами «Корпорации миллиона долларов» Теда Дибиаси. На WrestleMania XI, когда Гробовщик встречался с Кинг-Конгом Банди, Кама украл урну и разозлил его, переплавив её в большое золотое ожерелье. В августе Гробовщик победил Каму в матче с гробом на SummerSlam. Несколько недель спустя Гробовщик повредил глазницу, что вынудило его взять паузу для операции, после чего он вернулся на Survivor Series. 

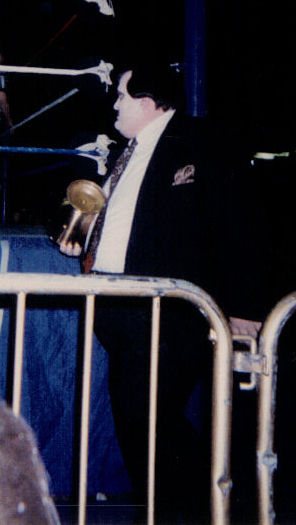
Пол Берер предал Гробовщика, ударив его урной, которую он держит в руках

 Гробовщик вернулся в ноябре на Survivor Series, надев серую маску. В главном матче Royal Rumble в январе 1996 года Гробовщик выступил без маски в матче за титул чемпиона WWF против Брета Харта, но Дизель вмешался в матч, лишив Гробовщика звания чемпиона. В матче-реванше за звание на эпизоде Raw 5 февраля произошло аналогичное вмешательство. На шоу In Your House: Rage in the Cage, когда Дизель встречался с Хартом в матче в стальной клетке, Гробовщик совершил неожиданную атаку, появившись из дыры, которую он проделал в полотне ринга, и утащил Дизеля за собой вниз, позволив Харту победить. После нескольких недель противостояния между Дизелем и Гробовщиком, кульминацией вражды стал одиночный матч между ними на WrestleMania XII, в котором победил Гробовщик.
Следующая вражда Гробовщика началась на следующий вечер на Raw, когда Мэнкайнд дебютировал в WWF и вмешался в матч Гробовщика против Джастина «Ястреба» Брэдшоу. В течение следующих нескольких месяцев Мэнкайнд устраивал засады и стоил Гробовщику нескольких матчей. Вражда усилилась, и они начали проводить свои бои в толпе, за кулисами и в котельных различных арен. На шоу In Your House 8: Beware of Dog Мэнкайнд лишил Гробовщика интерконтинентального титула WWF, помогая чемпиону Голдасту одержать победу. В результате на SummerSlam между ними был назначен первый в истории бой в бойлерной. После 20 минут драки с Мэнкайндом в бойлерной, в коридорах арены и на входной рампе, Гробовщик потянулся к урне Пола Берера, но Берер ударил его ею, предав Гробовщика и позволив Мэнкайнду победить. После предательства Берера Гробовщик вывел своё соперничество с Мэнкайндом на новый уровень, в результате чего в главном матче шоу In Your House 11: Buried Alive состоялся матч «Погребённый заживо», в котором Гробовщик победил после «чоукслэма» в открытую могилу. Однако после вмешательства Палача, а также помощи нескольких других рестлеров, Мэнкайнд выбрался из могилы и забросал Гробовщика землёй, что в итоге привело к его «погребению заживо».

#### Повелитель тьмы (1996—1998)

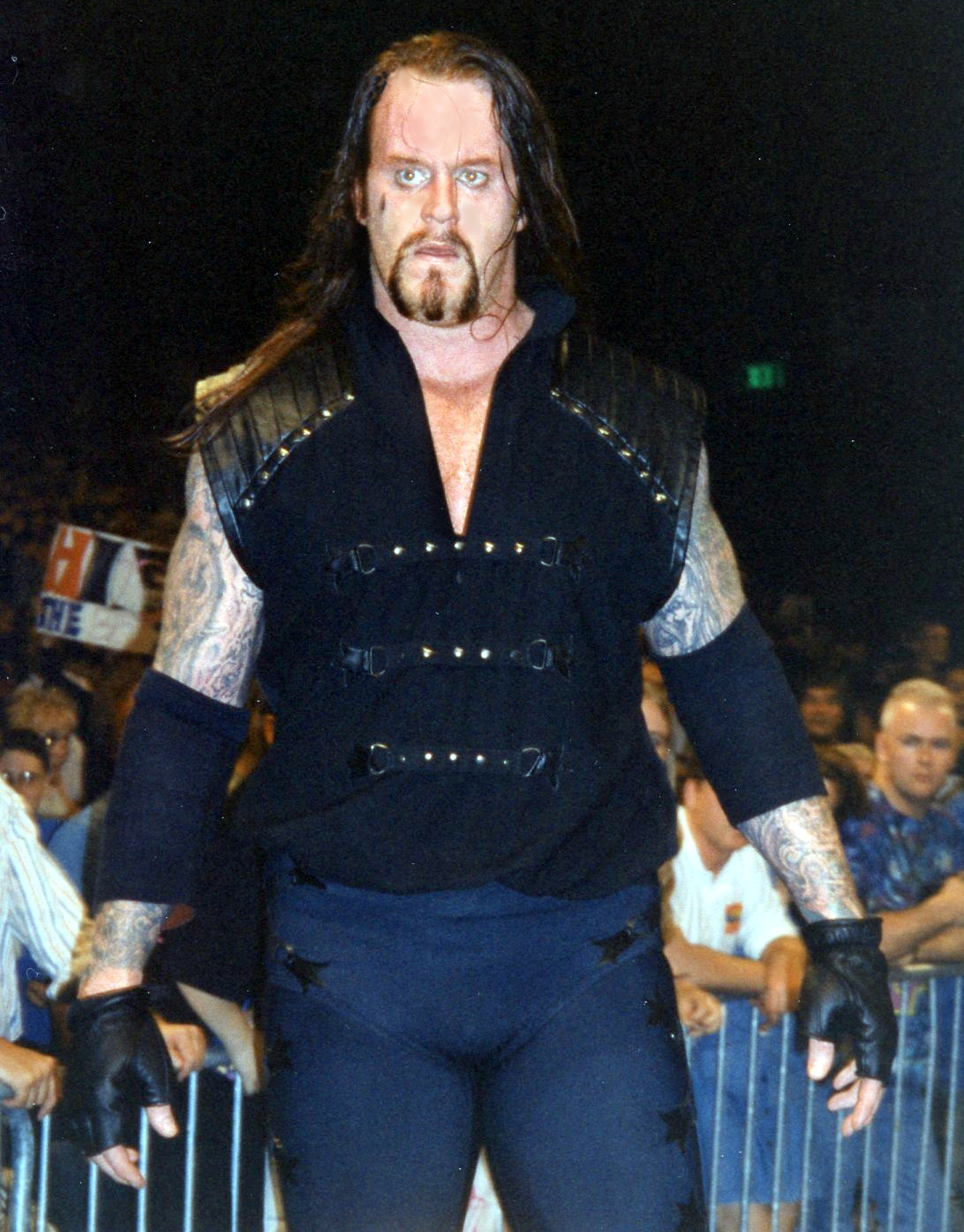
Гробовщик в 1997 году

После того, как Гробовщик был похоронен заживо, он вернулся на Survivor Series и снова сразился с Мэнкайндом, но с уникальным условием: на высоте 6 метров над рингом висел Пол Берер, заключённый в стальную клетку. Если бы Гробовщик выиграл матч, он смог бы добраться до Берера. Несмотря на то, что Гробовщик выиграл матч, вмешательство Палача позволило Береру сбежать. Именно на этом шоу Гробовщик принял более неформальное и непринуждённое воплощение «Мертвеца», чем раньше. В этой новой форме он принял готический, дерзкий и бунтарский облик, возможно, чтобы лучше вписаться в тогдашнюю, более ориентированную на взрослую аудиторию эру Attitude. В этой форме он провозгласил себя «Повелителем тьмы» (англ. Lord of Darkness). После Survivor Series Гробовщик ненадолго обратил своё внимание на Палача, который вмешивался в его матчи с момента дебюта. На шоу In Your House 12: It’s Time Гробовщик победил Палача в матче по правилам Армагеддона (удержание до 10-ти ударов). Затем он продолжил вражду с Вейдером, с которым столкнулся в январе 1997 года на Royal Rumble в одиночном матче, который Гробовщик проиграл после того, как Берер вмешался в матч от имени своего нового протеже. Затем эти двое столкнулись в самом матче на самой «Королевской битве», когда они дошли до последних мгновений матча, но оба были устранены Стивом Остином, который незаметно вернулся в матч. Он встретился с Вейдером и Остином в матче на выбывание за вакантный титул чемпиона WWF на шоу In Your House 13: Final Four, но победил Брет Харт. Однако в следующем месяце Гробовщик удалось во второй раз завоевать титул чемпиона WWF, победив Психо Сида на WrestleMania 13.
В мае 1997 года Пол Берер попытался воссоединиться с Гробовщиком, поставив ультиматум — раскрыть миру «самый глубокий, самый тёмный секрет» Гробовщика. Берер обвинил Гробовщика в том, что в детстве он сжёг семейное похоронное бюро, убив своих родителей и, предположительно, младшего сводного брата. Гробовщика все отрицал, но Берер заявил, что у него есть доказательства в виде живого и здорового сводного брата Гробовщика — Кейна, который выжил, хотя и получил шрамы и ожоги. После пожара Берер вырастил Кейна, поместив его в психиатрическую лечебницу со дня пожара и до совершеннолетия. С тех пор Кейн ждал возможности отомстить своему старшему сводному брату. В защиту Гробовщик ответил, что Кейн, будучи пироманьяком, сам устроил пожар и мог выжить. Также в этот период Берар нечаянно признался, что у матери Гробовщика был с ним роман. В результате Гробовщику стало известно, что Кейн является его сводным братом. До этого момента Гробовщика всю жизнь думал, что Кейн является полноправным родственником ему и его семье. Именно в это время Гробовщик также появился в Michinoku Pro Wrestling, победив Хакуши в одиночном матче.
Одновременно с сюжетной линией о глубоком, тёмном секрете, которой руководил Берер, Гробовщик начал новое соперничество на SummerSlam, когда специально приглашённый рефери Шон Майклз случайно ударил Гробовщика стальным стулом, предназначенным для Брета Харта, лишив Гробовщика титула чемпиона WWF. После ничьей с двойным счётом во время Ground Zero: In Your House, Гробовщик бросил вызов Майклзу на первый в истории матч «Ад в клетке» на Badd Blood: In Your House. Во время этого матча сводный брат Гробовщика Кейн наконец-то дебютировал под контролем Пола Берера, сорвав дверь в клетку и проведя Гробовщику Tombstone Piledriver, фирменный приём Гробовщика, что позволило Майклзу победить его. По мере развития сюжета Кейн бросил вызов Гробовщику, но Гробовщик неизменно отказывался драться со своим сводным братом. Последняя встреча Гробовщика с Майклзом состоялась в матче с гробом за титул чемпиона WWF на Royal Rumble. За неделю до этого на Raw Кейн, казалось бы, объединился со своим братом против D-Generation X Майклза; однако на Royal Rumble Кейн запер его в гробу, заблокировал крышку гроба и поджёг её, что снова принесло победу Майклзу. Однако Гробовщик исчез, когда крышка гроба была вновь открыта. После двухмесячного перерыва Гробовщик вернулся и победил Кейна на WrestleMania XIV. Через месяц на Unforgiven: In Your House состоялся матч-реванш, первый в истории матч «Инферно», который выиграл Гробовщик, поджёгши правую руку Кейна.
После этого вражда Гробовщика с Мэнкайнд возобновилась, и они встретились друг с другом в матче «Ад в клетке» на шоу King of the Ring, который стал одним из самых известных матчей в истории рестлинга. Во время матча Гробовщик сбросил Мэнкайнда с крыши клетки высотой 4,9 м на стол комментаторов внизу, что было заранее спланированным действием. Позже он провёл Мэнкайнду «чоукслэм» через крышу клетки на ринг, что не было запланировано заранее, и это привело к тому, что Мэнкайнд потерял сознание. Мэнкайнд также использовал в матче канцелярские кнопки, на которые упал сам, после чего Гробовщик выиграл матч с помощью Tombstone Piledriver. На Fully Loaded: In Your House, Гробовщик и Стив Остин победили Кейна и Мэнкайнда и выиграли титул командных чемпионов мира WWF. Чемпионство Гробовщика и Остина продлилось всего две недели, так как Кейн и Мэнкайнд вернули себе титулы на эпизоде Raw 10 августа.
Затем Гробовщик стал претендентом номер один на титул чемпиона WWF на SummerSlam, который теперь принадлежал Остину. Однако незадолго до SummerSlam Гробовщик рассказал, что он и Кейн работают вместе как братья. Несмотря на это откровение, Гробовщик сказал Кейну, что не хочет, чтобы тот вмешивался в матч с Остином, и хотя Гробовщик проиграл матч на SummerSlam, он передал Остину его чемпионский пояс после матча в знак уважения. В сентябре сюжетная линия продолжилась, и Гробовщик начал проявлять черты хила, когда он и Кейн раскрыли тот факт, что они были в сговоре, чтобы избавить Остина от его титула для Мистера Макмэна. На шоу Breakdown: In Your House, Гробовщик и Кейн были заявлены на тройной матч с Остином за титул чемпиона WWF, в котором Макмэн заявил, что братьям не разрешается наносить друг другу удары. Гробовщик и Кейн одновременно удержали Остина после двойного чоукслэма, закончив матч без результата, и Макмэн объявил титул вакантным. Это событие привело к матчу на Judgment Day: In Your House между Гробовщиком и Кейном за титул, а Остин стал специальным приглашённым рефери. В конце матча Пол Берер, казалось, собирался помочь Кейну, передав ему стальной стул, чтобы тот ударил им Гробовщика, но когда Кейн повернулся спиной, и Берер, и Гробовщик ударили Кейна стулом. Гробовщик начал удержание, но Остин отказался засчитывать победу, напал на Гробовщика и засчитал поражение обоим. Наконец, на следующий вечер на Raw Гробовщик впервые с 1992 года стал хилом, примирился с Берером и заявил, что они с Берером развяжут своё «Служение тьмы» (англ. Ministry of Darkness) против World Wrestling Federation. В рамках этой новой сюжетной линии он признался, что действительно устроил пожар, в котором погибли его родители, в чём он ранее обвинял Кейна.

#### Служение тьмы (1998—1999)
После Survivor Series Гробовщик вернулся к предыдущей вражде с Остином за то, что тот лишил его титула на Judgment Day: In Your House, ударив Остина лопатой по голове во время титульного матча со Скалой на эпизоде Raw 16 ноября, отплатив за то, что произошло месяцем ранее. В связи с таким поворотом сюжета Мистер Макмэн назначил матч «Погребённый заживо» между Гробовщиком и Остином на шоу Rock Bottom: In Your House. В течение нескольких недель, предшествовавших бою, Гробовщик пытался забальзамировать Остина заживо, пытался добиться того, чтобы Кейна поместили в психиатрическую лечебницу, и попросил своих друидов приковать Остина к своему символу, подняв его высоко над ареной. Однако Гробовщик проиграл Остину матч «Погребённый заживо» на Rock Bottom: In Your House после вмешательства Кейна.
После того, как во второй половине 1998 года Гробовщик во второй раз стал хилом, к январю 1999 года он представил обновлённую версию своей личности «Мертвеца» — тёмного священника, который в начальный период этого образа правил группировкой, известной как «Служение тьмы». В этой форме он приобрёл демонические черты и часто утверждал, что призывает и выполняет приказы «Высшей силы». Кроме того, он часто появлялся в чёрной мантии с капюшоном и сидел на троне, специально созданном под его символ. С помощью своих приспешников он часто приносил в жертву отдельных рестлеров WWF, используя различные заклинания и магические слова с целью извлечь тёмную сторону этих рестлеров, чтобы завербовать их в своё «Служение». Законченное «Служение тьмы» состояло из «Выводка» (Кристиан, Эдж и Гангрел), «Аколитов» (Брэдшоу и Фаарук), Мидеона и Висцеры. Сам Кэлвей некоторое время не выступал, так как перенёс операцию по замене тазобедренного сустава. В рамках этого сюжета Гробовщик выразил желание взять под контроль WWF, сместив её владельца Мистера Макмэна. Эти амбиции вылились в соперничество между «Служением» и «Корпорацией», что в итоге привело к поединку между Гробовщиком и членом «Корпорации», Биг Босс Мэном. На WrestleMania XV эти двое встретились в матче «Ад в клетке», который выиграл Гробовщик. На Backlash: In Your House Гробовщик победил члена «Корпорации» Кена Шемрока после вмешательства члена «Служения» Брэдшоу.
После этого Гробовщик похитил Стефани Макмэн, вынудив Мистера Макмэна вступить в нежеланный союз со своим давним врагом Стивом Остином. Гробовщик попытался жениться на Стефани и принести её в жертву во время оккультной церемонии, которую проводил Пол Берер, но Остин смог спасти её. На шоу Over the Edge Гробовщик победил Остина и завоевал свой третий титул чемпиона WWF с помощью специально приглашённого рефери Шейна Макмэна. В конце концов, «Служение» объединилось с «Корпорацией» Шейна Макмэна и образовало «Корпоративное служение». Позже Гробовщик рассказал, что Мистер Макмэн все это время был его «Высшей силой». После того как Гробовщик проиграл титул чемпиона WWF Остину на Raw после «Короля ринга» и проиграл ему в матче «Первая кровь» на Fully Loaded, его отношения с Макмэнами разладились, и «Корпоративное служение» было распущено.
Затем Гробовщик начал сюжетную линию, в которой он объединился с Биг Шоу в команду под названием «Нечестивый союз», которая дважды становилась командными чемпионами мира WWF. После их победы на SummerSlam Гробовщик получил разрыв паха и был замечен хромающим в нескольких матчах. В последующие недели он избегал участия в рестлинг-матчах, вместо этого тиранически приказывая Биг Шоу вести все его бои и выполнять все его многочисленные желания. Он также начал переходить в образа байкера, который он исполнял с 2000 года. Согласно интервью с Кевином Нэшем, это был шаг, который позволил Кэлвею перейти в World Championship Wrestling с персонажем, не имеющим товарного знака. Если бы он пришёл в WCW, то под своим настоящем именем. Но в конечном итоге он подписал новый контракт с WWF.
Чтобы компенсировать недостаток выступлений, Гробовщик стал больше говорить в микрофон, часто делая язвительные замечания и выступая в качестве комментатора. В эпизоде SmackDown! от 23 сентября 1999 года Мистер Макмэн пригрозил, что снимет Гробовщик с главного матча на Unforgiven, если тот откажется участвовать в матче с гробами против Triple H. Гробовщик ответил, что ему все равно и, возможно, он не будет ни в чём участвовать, и таким образом ушёл из WWF. В действительности Кэлвей взял перерыв в WWF, чтобы вылечить травму паха. Он вернулся в строй 14 декабря, в команде с Висцерой проиграв Кейну и Крёстному отцу на домашнем шоу в Коамо, Пуэрто-Рико. На рекламном плакате Armageddon было объявлено о возвращении Гробовщика, но в это время он также порвал грудную мышцу, в результате чего выбыл из строя почти на восемь месяцев.

#### American Bad Ass (2000—2001)
В мае 2000 года Гробовщик вернулся с новым персонажем — American Bad Ass. Когда Гробовщик вернулся в конце матча «Железный человек» за титул чемпиона WWF между Triple H и Скалой на Judgment Day, он расправился со всеми членами фракции Макмэн-Хелмсли, что заставило его стать фейсом. На шоу «Король ринга» Гробовщик в команде со Скалой и Кейном победил команду Triple H, Шейна Макмэна и Винса Макмэна. После этого он был создал команду с Кейном для борьбы за командное чемпионство мира WWF. Они победили Эджа и Кристиана, получив право сразиться с ними на следующей неделе за чемпионство, которое Эдж и Кристиан сохранили. На эпизоде Raw от 14 августа Кейн предал Гробовщика, дважды проведя ему чоукслэм, причём во второй раз он пробил ринг. Этот инцидент привёл к ещё одному поединку между ними на SummerSlam, который закончился безрезультатно, так как Кейн убежал с ринга после того, как Гробовщик снял с него маску.
Затем Гробовщик бросил вызов Курту Энглу в борьбе за титул чемпиона WWF на Survivor Series. Однако Энгл победил Гробовщика после того, как поменялся местами со своим братом Эриком Энглом. Гробовщик потребовал и получил место в шестистороннем матче «Ад в клетке» за звание чемпиона WWF на шоу Armageddon. Гробовщик пообещал сделать кого-нибудь знаменитым и сделал это, когда с крыши клетки проведя Рикиши чоукслэм в кузов грузовика.
В 2001 году Гробовщик воссоединился с Кейном в команду «Братья разрушения», снова претендуя на титул командных чемпионов мира WWF. Они получили шанс на титул на No Way Out, встретившись с Эджем и Кристианом и тогдашними чемпионами «Братьями Дадли» в матче со столами, но не добились успеха. Затем Гробовщик победил Triple H на WrestleMania X-Seven. Он и Кейн продолжили сюжетную линию, направленную против Triple H, который сформировал неожиданный союз с тогдашним чемпионом WWF Стивом Остином. «Братьям разрушения» была предоставлена возможность сразиться с Triple H и Остином за их титулы (Triple H был интерконтинентальным чемпионом WWF). После того, как 19 апреля на SmackDown! Гробовщик и Кейн выиграли командные титулы чемпионов мира WWF у Эджа и Кристиана, Triple H победил Кейна после нападения на него с кувалдой на Backlash, где «Братья разрушения» потеряли свои чемпионские титулы. Поскольку Кейн был травмирован, Гробовщик недолго враждовал с Остином за чемпионство WWF, но на Judgment Day ему не удалось завоевать титул.
В рамках сюжетной линии «Вторжение» следующим врагом Гробовщика стал Даймонд Даллас Пейдж, который навязчиво преследовал жену Гробовщика, Сару. На SummerSlam командные чемпионы WCW Гробовщик и Кейн победили Пейджа и его партнёра Криса Каньона в матче в стальной клетке и завоевали титулы командных чемпионов WWF. На Survivor Series Гробовщик в команде с Кейном, Скалой, Крисом Джерико и Биг Шоу сразился с командой «Альянса», состоящей из Стива Остина, Букера Ти, Роба Ван Дама, Шейна Макмэна и Курта Энгла (это была последний командный матч Гробовщика и Кейна до 2006 года). Энгл удержал Гробовщика из-за вмешательства Остина. Несмотря на это, команда WWF выиграла матч.

#### Большое зло (2001—2003)

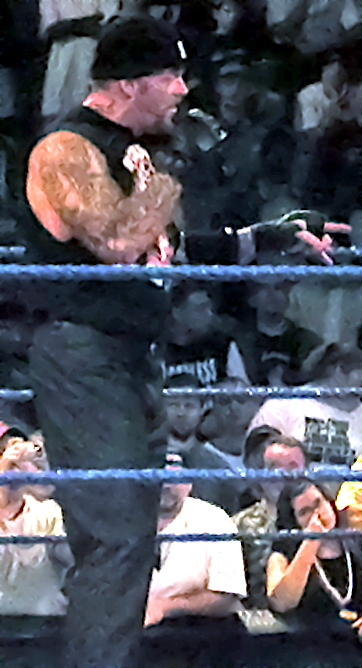
Гробовщик в образе «Большого зла»

После поражения «Альянса» Гробовщик стал хилом, заставив комментатора Джима Росса поцеловать ягодицы Винса Макмэна. Это стало началом нового образа Гробовщика: он коротко остриг свои длинные волосы и назвал себя «Большим злом». На шоу Vengeance Гробовщик победил Роба Ван Дама и завоевал титул хардкорного чемпиона WWF.
Следующая сюжетная линия Гробовщика началась на «Королевской битве» в январе 2002 года, когда Мэйвен выбросил его, ударив сзади дропкиком. Впоследствии Гробовщик выбросил Мэйвена в ответ и жестоко расправился с ним. На одном из эпизодов SmackDown! Скала упомянул об вылете Гробовщика на Royal Rumble, чем разозлил его, и в ответ лишил Скалу титула претендента номер один на титул неоспоримого чемпиона WWF. Сюжетная линия продолжилась, когда Скала лишил Гробовщика хардкорного титула, вмешавшись в матч с Мэйвеном. Они встретились на No Way Out, где Гробовщик проиграл из-за вмешательства Рика Флэра. Это вмешательство положило начало сюжетной линии с Флэром, который отклонил вызов Гробовщика на матч на WrestleMania X8. В результате Гробовщик напал на его сына Дэвида Флэра. В итоге Флэр согласился на матч после того, как Гробовщик пригрозил наказать дочь Флэра. В матч было добавлено условие «без дисквалификации», и Гробовщик победил Флэра.
После сюжета с Флэром, Гробовщик был призван на бренд Raw после того, как WWF разделила свой ростер на два бренда, и победил Стива Остина на Backlash, став претендентом номер один на титул неоспоримого чемпиона WWF. Позже он помог Халку Хогану выиграть титул у тогдашнего чемпиона Triple H. Затем Гробовщик победил Хогана, чтобы получить титул неоспоримого чемпиона WWE на Judgment Day. На следующий вечер на Raw Гробовщик проиграл титул Робу Ван Даму, однако Рик Флэр перезапустил матч и Гробовщик сохранил титул чемпиона. На выпуске Raw от 1 июля Гробовщик снова стал фейсом, победив Джеффа Харди в матче с лестницами, чтобы сохранить титул, и подняв руку Харди в знак уважения. Однако Гробовщик проиграл титул неоспоримого чемпиона WWE на Vengeance Скале в матче, в котором также участвовал Курт Энгл. В эпизоде SmackDown! от 29 августа Гробовщик был переведён на бренд SmackDown! (где он оставался до 2011 года) вместе с бывшими игроками Raw — Броком Леснаром, Крисом Бенуа и Эдди Герреро. Гробовщик победил Криса Бенуа и Курта Энгла, став претендентом № 1 на титул чемпиона WWE, и бросил вызов Броку Леснару на Unforgiven, который закончился двойной дисквалификацией. Их вражда продолжилась на No Mercy в матче «Ад в клетке», в котором Гробовщик выступал со сломанной рукой и в итоге проиграл Леснару.
Гробовщик взял перерыв после того, как Биг Шоу сбросил его со сцены, что вызвало вражду. Гробовщик вернулся на «Королевской битве» в январе 2003 года. Он сразу же продолжил вражду с Биг Шоу и победил его на No Way Out. Эй-Трейн вступил в сюжетную линию, попытавшись напасть на Гробовщика после матча, но ему на помощь пришёл Нейтан Джонс. Сюжетная линия возобновилась, когда Гробовщик начал обучать Джонса рестлингу, и они должны были сразиться с Биг Шоу и Эй-Трейном в командном матче на WrestleMania XIX. Однако Джонс был удалён до начала матча, в результате чего матч превратился в гандикап, который Гробовщик выиграл с помощью Джонса.
В течение оставшейся части года Гробовщик вступил в короткую вражду с Джоном Синой (победив его на Vengeance) и получил две возможности стать чемпионом WWE. Первая, на SmackDown! 4 сентября, против Курта Энгла, закончилась безрезультатно из-за вмешательства Брока Леснара. Второй, на No Mercy, в матч с байкерской цепю с Броком Леснаром, который Леснар выиграл с помощью Винса Макмэна. Этот матч привёл к вражде с Макмэном, кульминацией которой стало шоу Survivor Series, где Гробовщик проиграл матч «Погребённый заживо», когда вмешался Кейн. После матча Гробовщик исчез на некоторое время, а Кейн заявил, что он «мёртв и похоронен навсегда».

#### Возвращение «Мертвеца» (2004—2005)

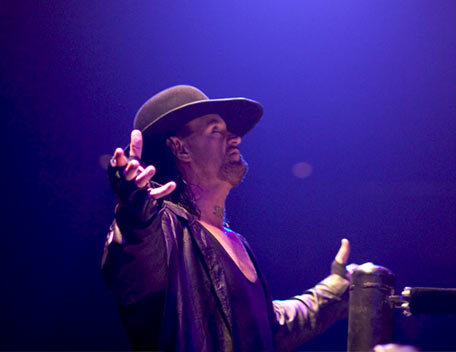
Гробовщик в обновлённом образе «Мертвеца»

В сюжетной линии, предшествовавшей WrestleMania XX, Кейна преследовали ролики, провозглашающие возвращение Гробовщика. Первая из них произошла во время «Королевской битвы», когда зазвонили колокола Гробовщика, отвлекая Кейна и позволяя Букеру Ти устранить его. В сопровождении Пола Берера на WrestleMania XX Гробовщик вернулся в виде гибридной версии «Мертвеца» и победил Кейна. На Judgment Day Гробовщик победил Букера Ти. Через неделю Пол Хейман приказал «Братьям Дадли» похитить Берера. Таким образом, Хейман взял контроль над Гробовщиком. На The Great American Bash Гробовщик участвовал в матче против «Братьев Дадли» с условием, что если он не ляжет и намеренно не проиграет, то Хейман зальёт Пола Берера в цемент. Гробовщик победил и не позволил Хейману залить Берера, но после того, как заявил, что Берер — всего лишь обуза, которая ему не нужна, зацементировал его сам.
Гробовщик начал вражду с тогдашним чемпионом WWE Джоном «Брэдшоу» Лэйфилдом (JBL), вызвав его на матч за титул на SummerSlam, который Гробовщик проиграл по дисквалификации. На No Mercy Гробовщик и JBL участвовали в первом в истории матче «Последний путь», в котором Гробовщик проиграл после вмешательства Хайденрайха. После победы над Хайденрайхом в матче на Survivor Series, Гробовщик снова обратил своё внимание на чемпионство WWE. Вместе с Эдди Герреро и Букером Ти он бросил вызов JBL на матч-реванш за чемпионство на Armageddon в четырёхстороннем матче, в котором Гробовщик потерпел неудачу, опять же из-за вмешательства Хайденрайха. Кульминацией вражды стал матч с гробом между Андертейкером и Хайденрайхом на Royal Rumble, где Гробовщик закрыл Хайденрайха в гробу для победы.
Вскоре после этого Рэнди Ортон вызвал Гробовщика на матч на WrestleMania 21 и заявил, что он положит конец его победной полосе на WrestleMania. Даже с помощью своего отца Ортон проиграл, и Гробовщик улучшил свой рекорд на WrestleMania до 13-0. После двухмесячного перерыва Гробовщик вернулся на SmackDown! 16 июня, но проиграл JBL из-за вмешательства Рэнди Ортона, который был представлен как новый участник SmakhDown! после драфта. Несмотря на его вмешательство, вражда Рэнди Ортона и Гробовщика была отложена на второй план до конца лета того года, так как Ортон оказался в списке травмированных.
В один из самых спорных моментов в истории WWE, в эпизоде SmackDown!, записанный 4 июля 2005 года (вышел в эфир 7 июля), генеральный менеджер SmackDown! генеральный менеджер Теодор Лонг поставил Мухаммада Хассана на матч против Гробовщика на The Great American Bash и назначил матч Дайвари против Гробовщика на этом, в котором Дайвари быстро проиграл. После матча Хассан начал «молиться» на рампе, вызвав пять человек в масках, одетых в чёрные рубашки, балаклавы и камуфляжные штаны. Вооружённые дубинками и рояльными струнами, люди в масках избивали и душили Гробовщика, а Хассан зажал Гробовщика в захват Сamel Сlutch. После этого люди в масках подняли Дайвари над головой и унесли его. Три дня спустя в Лондоне произошли взрывы. Кадры транслировались без редактирования на канале UPN в США и на канале The Score в Канаде, при этом несколько раз во время трансляции показывалось предупреждение. Он был удалён из эфира в Австралии и Европе (в том числе в Великобритании).
Этот сюжет вызвал национальное внимание в New York Post, TV Guide, Variety и других крупных СМИ. В ответ на критику UPN решил, что будет внимательно следить за развитием сюжета и не хочет, чтобы персонаж Хассана появлялся в его эфире на той неделе. Позже Хассан выступил перед зрителями в прямом эфире в эпизоде SmackDown! от 14 июля 2005 года, но когда UPN объявил, что сегмент будет отредактирован, WWE решила разместить его видео на своём официальном сайте. В этом сегменте Хассан повторил, что он американец арабского происхождения и что американский народ автоматически и несправедливо считает его террористом. Несмотря на то, что он был в образе, он сослался на реальное освещение этой истории в СМИ, назвав по имени Дона Каплана из New York Post и осудив его описание событий на SmackDown!, например, комментарий Каплана о том, что люди в масках были «арабами в балаклавах». В эпизоде SmackDown! от 14 июля 2005 года отсутствие Хассана было объяснено заявлением его адвоката Томаса Уитни, в котором говорилось, что Хассан отказался появляться на шоу до The Great American Bash из-за того, как с ним обращались СМИ и фанаты WWE.
В конце июля 2005 года стало известно, что UPN оказал давление на WWE, чтобы Хассан не появлялся на их канале, фактически удалив его со SmackDown!. Гробовщик победил Хассана на The Great American Bash и стал претендентом номер один на звание чемпиона мира в тяжелом весе. После матча Гробовщика провёл Хассану The Last Ride через открытую рампу сцены на бетонный пол. Было сообщено, что Хассан получил серьёзные травмы, и его пришлось срочно доставить в близлежащее медицинское учреждение, после чего Хассана сняли с телевидения. Несколько дней спустя на сайте WWE.com появилось видео с сюжетным объявлением Теодора Лонга, в котором он повторил условие, что Хассан больше не появится на SmackDown!. Спустя годы стало известно, что Хассан собирался получить серьёзный толчок к развитию, выиграв титул чемпиона мира в тяжёлом весе у Батисты на SummerSlam и тем самым побив рекорд Рэнди Ортона как самого молодого чемпиона мира в тяжёлом весе в истории WWE.
На следующем эпизоде SmackDown! Гробовщик проиграл JBL в матче претендентов на чемпионский титул, опять же из-за вмешательства Ортона, возобновив их вражду, которая была прервана. На SummerSlam Ортон победил Гробовщика в матче-реванше с WrestleMania. Сюжетная линия усилилась, когда эти двое дразнили друг друга гробами, что привело к матчу с гробом на No Mercy, в котором Гробовщик проиграл Рэнди и его отцу «Ковбою» Бобу Ортону. После матча Ортоны облили гроб бензином и подожгли его. Однако когда обугленный гроб открыли, Гробовщик снова исчез.

#### Воскрешение (2005—2007)
Гробовщик «воскрес» на Survivor Series, выйдя из горящего гроба в ярости, избив и жестоко расправившись с целым рингом рестлеров в качестве послания Ортону. Здесь он вновь предстал в менее двусмысленном воплощении, отказавшись от многих элементов, связанных с его байкерской личностью, например, заменив свободные штаны на трико из спандекса, меньше используя The Last Ride в качестве своего финишного приёма. Гробовщик вернулся на SmackDown! в начале декабря, чтобы преследовать Ортона и назначить матч «Ад в клетке» на Armageddon. После того как Гробовщик победил в матче «Ад в клетке», фактически завершив их 9-месячную вражду, Калауэй сделал короткий перерыв в рестлинге.

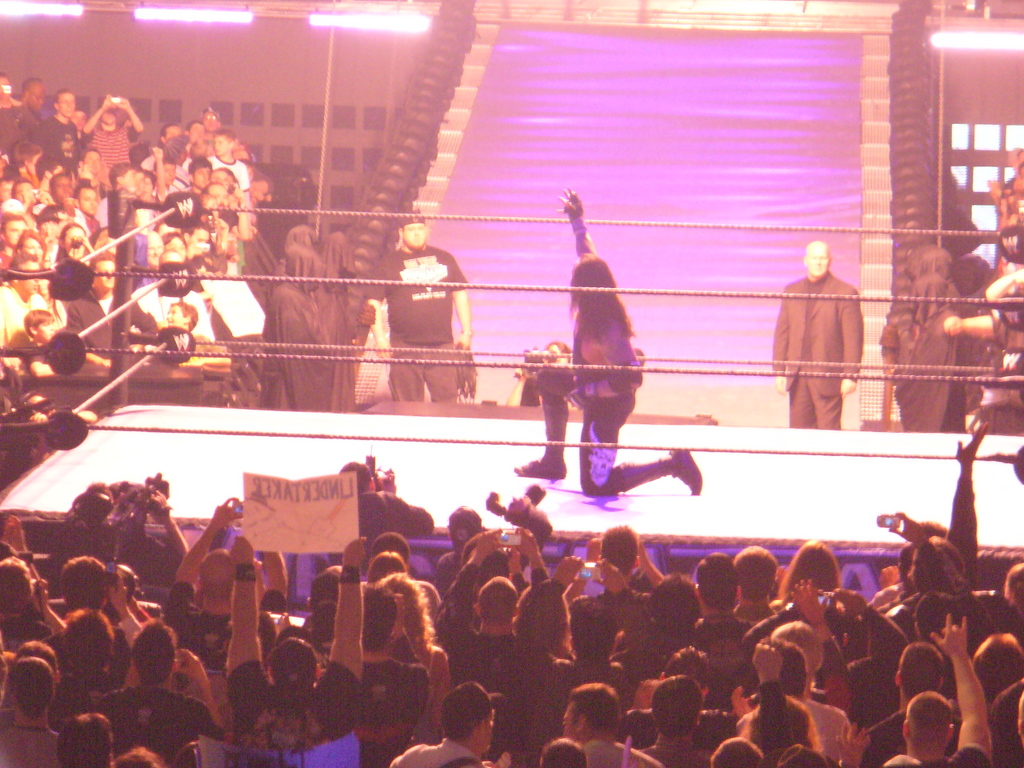
Гробовщик сохранил свою победную полосу на WrestleMania 22

В январе 2006 года на Royal Rumble Гробовщик вернулся во время празднования защиты Курта Энглом титула чемпиона мира в тяжелом весе против Марка Генри на повозке, запряжённой лошадьми, и подал сигнал к тому, чтобы получить шанс на титул. В рамках их сюжетной вражды Гробовщик проиграл свой матч с Энглом на No Way Out после 30-минутного поединка. После матча Гробовщик загнал Энгла в угол и сказал ему, что он ещё не закончил с ним; однако во время матча-реванша на SmackDown! 3 марта Генри атаковал Гробовщика сзади, лишив его титула. Это привело к тому, что Гробовщик вызвал Генри на матч с гробом на WrestleMania 22, и Генри, как и Ортон годом ранее, поклялся положить конец победной полосе Гробовщика на WrestleMania. Гробовщик победил Генри и увеличил рекорд до 14-0. Во время матча-реванша на следующем выпуске SmackDown! Великий Кали дебютировал и напал на Гробовщика, чтобы перейти к новой сюжетной линии.
О Гробовщике не было слышно до эпизода SmackDown! от 5 мая, когда Теодор Лонг передал вызов Гробовщика Кали на матч на Judgment Day. Гробовщик проиграл Кали этот матч и больше не появлялся до эпизода SmackDown! от 7 июля, когда он принял вызов Кали на матч «Пенджабская тюрьма» на The Great American Bash. Однако Кали был снят с матча, поскольку не был готов по медицинским показаниям, и его заменил тогдашний чемпион мира ECW Биг Шоу, победу над которым одержал Гробовщик. По сюжету Теодор Лонг заменил Кали на Биг Шоу в наказание за нападение на Гробовщика незадолго до матча. Затем Кали был вызван Гробовщиком на матч «Последний живой» на SummerSlam. Кали отказался от вызова, однако Лонг заранее объявил о проведении матча «Последний живой» на выпуске SmackDown! 18 августа. В матче победил Гробовщик, ударив Кали стальной лестницей, нанеся несколько ударов стулом и добив его чоукслэмом. Это было первое поражение Кали, которое фактически положило конец его вражде с Гробовщиком.
Следующий матч Гробовщик провёл с тогдашним чемпионом Соединенных Штатов Мистером Кеннеди на No Mercy, но был дисквалифицирован после того, как ударил Кеннеди чемпионским поясом. На выпуске SmackDown! от 3 ноября Гробовщик воссоединился с Кейном, чтобы впервые за пять лет реформировать «Братьев Разрушения», победив команду Мистера Кеннеди и Монтела Вонтавиуса Портера (MVP), с которыми в то время враждовал Кейн. В рамках этой сюжетной линии Кеннеди победил Гробовщика в матче «Первая кровь» на Survivor Series после вмешательства MVP, но в итоге он победил Кеннеди в матче «Последний путь» на Armageddon. В 2007 году они продолжали враждовать, так как Кеннеди лишил Гробовщика двух шансов стать чемпионом мира в тяжелом весе и провести матч за чемпионский титул на Royal Rumble. Однако, в конце концов, Гробовщике прошёл квалификацию для участия в «Королевской битве» 2007 года.

#### Чемпион мира в тяжёлом весе WWE (2007—2010)
Гробовщик выиграл свою первую «Королевскую битву» 28 января 2007 года, став при этом первым человеком, вошедшим в матч под номером 30 и выигравшим его, после того, как в последнюю очередь был выброшен Шон Майклз. В эпизоде Raw от 5 февраля Гробовщик решил встретиться с чемпионом мира в тяжелом весе Батистой на WrestleMania 23, после чего атаковал его чоукслэмом. На шоу No Way Out Гробовщик и Батиста неохотно объединились, чтобы бросить вызов Джону Сине и Шону Майклзу в борьбе за титул командных чемпионов мира, но не смогли победить после того, как Батиста отомстил Гробовщику, что позволило Сине удержать его. На WrestleMania 23 1 апреля Гробовщик победил Батисту, выиграв свой первый титул чемпиона мира в тяжелом весе и продлив свою серию до 15-0. Гробовщик встретился с Батистой в матче-реванше на Backlash, на этот раз в матче «Последний живой». Матч закончился вничью после того, как ни один из рестлеров не поднялся на ноги до счёта судьи «десять», что означало, что Гробовщик сохранил за собой чемпионство. 11 мая на SmackDown! Гробовщик и Батиста снова сразились в матче в стальной клетке, который также закончился вничью, когда ноги обоих бойцов одновременно коснулись пола. После матча Марк Генри вернулся и напал на уже измученного Гробовщика, после чего на ринг выбежал Эдж и обналичил свой кейс Money in the Bank, заставив Гробовщика провести вторую защиту титула. Эдж удержал Гробовщика и тот потерял титул чемпиона мира в тяжелом весе. После этого матча Гробовщик взял перерыв из-за разрыва правого бицепса.
Во время реабилитации Гробовщика Генри хвастался своим нападением, пока не начались виньетки, рекламирующие возвращение Гробовщика. Гробовщик вернулся 16 сентября на Unforgiven, победив Генри. Батиста и Гробовщик возобновили свою вражду на Cyber Sunday. Фанаты выбрали специального приглашённого рефери Стива Остина, но Батиста сохранил титул чемпиона мира в тяжелом весе. На Survivor Series они снова сразились в матче «Ад в клетке», где Эдж вернулся и вмешался, чтобы помочь Батисте сохранить титул чемпиона мира в тяжелом весе. В ответ на это Гробовщик нанёс приём Tombstone Piledriver генеральному менеджеру Вики Герреро в эпизоде SmackDown! от 23 ноября, отправив её в больницу. Вернувшийся помощник генерального менеджера Теодор Лонг объявил о проведении матча за титул между этими тремя рестлерами на Armageddon, который выиграл Эдж после вмешательства братьев Мейджоров.

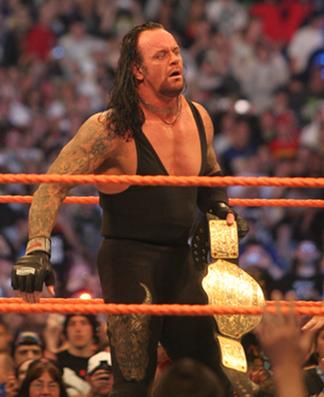
Андертейкер после победы над Эджем на WrestleMania XXIV

На Royal Rumble 27 января 2008 года Гробовщик участвовал в «Королевской битве», войдя в него под номером 1, но был выброшен Шоном Майклзом. На No Way Out Гробовщик победил Батисту, Финли, Великого Кали, MVP и Биг Дэдди Ви в матче Elimination Chamber и стал претендентом номер один на титул чемпиона мира в тяжелом весе Эджа на WrestleMania XXIV, где он победил Эджа при помощи захвата «Адские врата» и завоевал свой второй титул чемпиона мира в тяжёлом весе, одержав 16-ю победу на WrestleMania. В матче-реванше Гробовщик снова победил Эджа на Backlash и сохранил за собой титул чемпиона мира в тяжелом весе. Затем Вики Герреро запретила Гробовщику приём «Адские врата» и лишила его титула в эпизоде SmackDown 2 мая. Гробовщик сразился с Эджем за вакантный титул на Judgment Day, который он выиграл по отсчёту. Герреро приказала оставить титул вакантным, потому что титулы не могут переходить из рук в руки таким образом. Эдж и Гробовщик снова встретились за вакантный титул на One Night Stand в матче TLC, который Гробовщик проиграл после вмешательства «Ла Фамилии». В результате этого условия Гробовщик был вынужден покинуть WWE.

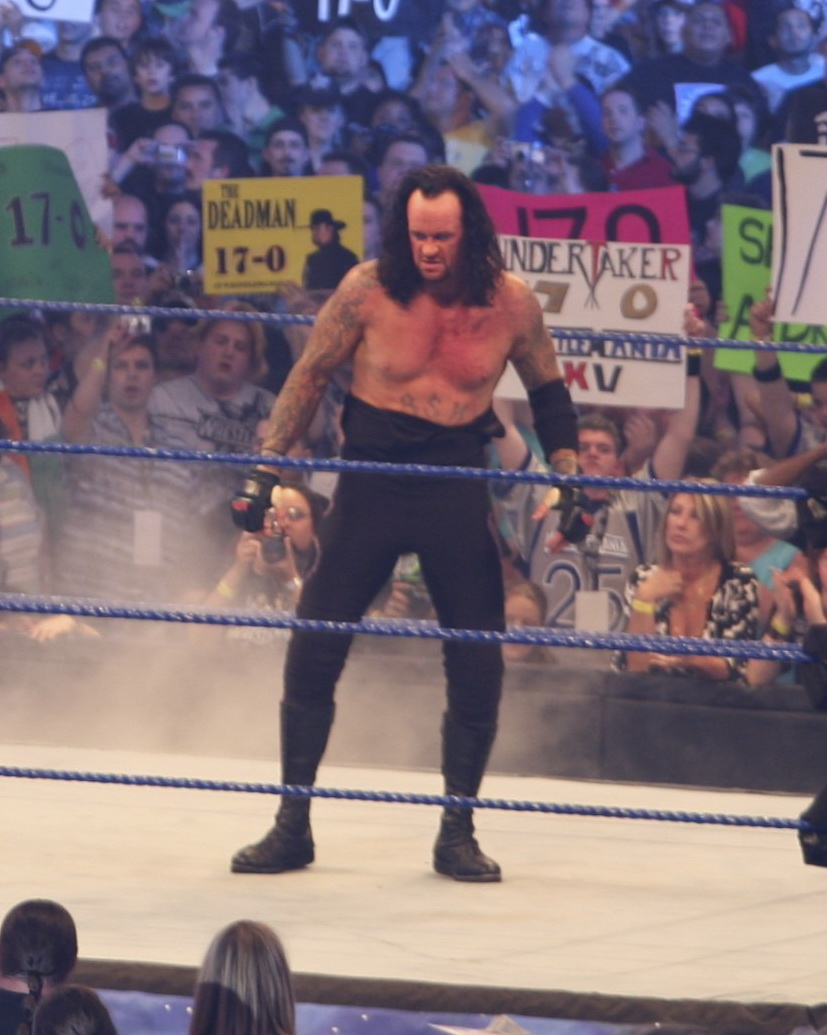
Гробовщик после победы над Шоном Майклзом на WrestleMania 25

В эпизоде SmackDown от 25 июля Вики Герреро восстановила Гробовщика и назначила Эджа на матч «Ад в клетке» с ним на SummerSlam, который выиграл Гробовщик. После матча Гробовщик провёл чоукслэм Эджу с вершины лестницы и пробил полотно ринга. После этого матча Герреро попыталась помириться с Гробовщиком на SmackDown, извинившись, но Гробовщик сказал ей, что он не из тех, кто прощает. На Unforgiven, когда Гробовщик подошёл к рингу, чтобы «забрать душу Герреро» и положить её в гроб, Биг Шоу, который сначала пришёл на помощь Гробовщику, предал его и напал на него. В результате этой перепалки Гробовщик и Биг Шоу встретились в матче на No Mercy, где Биг Шоу победил нокаутом. На Cyber Sunday Гробовщик победил Биг Шоу в матче «Последний живой», задушив его «Адскими вратами». В это же время Гробовщик вступил в короткую вражду с Джеффом Харди, который вмешался в его матч с Владимиром Козловым на эпизоде SmackDown 7 ноября. На следующей неделе Харди победил Гробовщикаа в матче по экстремальным правилам на SmackDown из-за вмешательства Биг Шоу. Затем Гробовщик победил Биг Шоу в матче с гробом на Survivor Series и снова в матче в стальной клетке по правилам болевых на SmackDown 5 декабря, положив конец этой вражде. На No Way Out Гробовщик участвовал в матче Elimination Chamber за титул чемпиона WWE вместе с Triple H, Джеффом Харди, Биг Шоу, Владимиром Козловым и Эджем; однако ему не удалось выиграть матч. Затем он ввязался в длительную вражду с Шоном Майклзом из-за его серии на WrestleMania и того факта, что Гробовщик никогда ранее не побеждал Майклза в одиночном матче. Кульминацией вражды стал матч на WrestleMania XXV, который выиграл Гробовщик. Их матч был высоко оценён критиками и зрителями, и сейчас многие считают его одним из величайших матчей WrestleMania всех времён. В эпизоде SmackDown от 24 апреля, проиграв матч против Биг Шоу нокаутом, Гробовщик напал на Биг Шоу. После этого Андертейкер снова взял паузу.
После четырёхмесячного перерыва Гробовщик вернулся в августе на SummerSlam, напав на Си Эм Панка, который только что выиграл титул чемпиона мира в тяжелом весе у Джеффа Харди в матче TLC. На Breaking Point Гробовщик встретился с Панком в матче болевых. Изначально Гробовщик выиграл матч приёмом «Адские врата», но матч был перезапущен генеральным менеджером SmackDown Теодором Лонгом, который решил, что запрет Вики Герреро на этот приём все ещё в силе. Панк выиграл матч с помощью Anaconda Vise, когда рефери Скотт Армстронг попросил ударить в гонг, несмотря на то, что Гробовщик так и не сдался, что воссоздало «Монреальскую подставу», которая произошела в том же месте в 1997 году. В эпизоде SmackDown от 25 сентября Теодор Лонг официально снял запрет, после того как был освобождён из гроба, в который его поместил Гробовщик. Вражда между ними продолжилась, и на шоу Hell in a Cell Гробовщик выиграл титул чемпиона мира в тяжелом весе у Си Эм Панка в матче «Ад в клетке». 23 октября на SmackDown Гробовщик успешно защитил титул против Панка, в четырёхстороннем матче на Bragging Rights против Панка, Батисты и Рея Мистерио и в матче тройной угрозы против Криса Джерико и Биг Шоу на Survivor Series. На TLC: Tables, Ladders & Chairs он встретился с Батистой в матче за звание чемпиона и победил, когда матч был перезапущен Лонгом, после того, как Батиста первоначально выиграл после использования удара ниже пояса. На следующий вечер на Raw Гробовщик участвовал в турнире на звание Суперзвёзды 2009 года, проиграв Рэнди Ортону отсчётом в первом раунде после того, как его отвлекли протеже Ортона Коди Роудс и Тед Дибиаси.

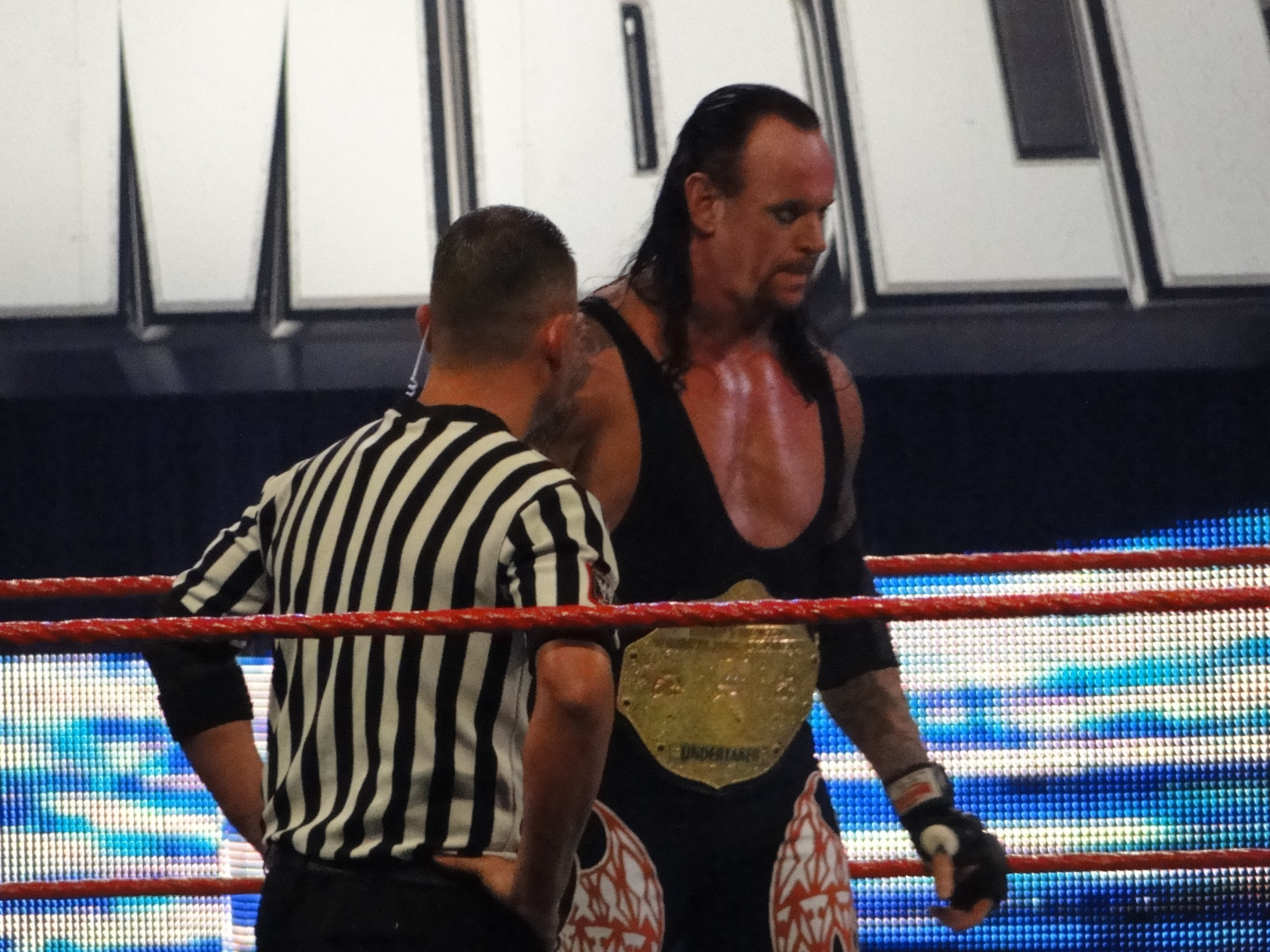
Гробовщик защищает титул чемпиона мира в тяжёлом весе на Royal Rumble в январе 2010 года

После успешной защиты титула чемпиона мира в тяжёлом весе против Рея Мистерио на Royal Rumble, Гробовщик потерял титул на шоу Elimination Chamber, где из-за неисправности пиротехники Гробовщик трижды оказывался охвачен пламенем во время выхода на ринг, но смог продолжить запланированный матч, получив ожоги первой и второй степени на груди и шее, которые, по словам представителя WWE, «выглядели как сильный солнечный ожог». Гробовщик проиграл титул Крису Джерико после вмешательства Шона Майклза; Джерико неоднократно говорил, что пиротехник, ответственный за несчастный случай, был немедленно выведен с арены и освобождён от работы в WWE после угрозы насилия со стороны Калауэя. Сам Калауэй объяснил, что ранее он высказывал технику свои опасения по поводу устройства пиротехники, но его проигнорировали. Он считает, что от серьёзных травм его спасло то, что за несколько минут до происшествия он облил волосы водой и переоделся из безрукавки в куртку с рукавами.
После первоначального отказа Гробовщик принял предложение Майклза о реванше на WrestleMania XXVI в матче «Серия против карьеры», в котором Гробовщик одержал победу, а Шон Майклз был вынужден был закончить карьеру. Этот матч также сделал Гробовщика и Майклза первыми в истории WWE людьми, которые провели главные события WrestleMania в трёх разных десятилетиях. После перерыва (который включал два матча на Raw), он вернулся на SmackDown 28 мая, победив Рей Мистерио, чтобы получить место в матче на шоу Fatal 4-Way за титул чемпиона мира в тяжелом весе. Во время матча Гробовщик получил сотрясение мозга, перелом глазницы и перелом носа; к концу матча на камеру было видно, что у него обильно течёт кровь. Чтобы скрыть травму, Кейн заявил, что Гробовщик был найден в вегетативном состоянии; Мистерио занял его место в матче и выиграл титул чемпиона мира в тяжёлом весе. Пытаясь выяснить, кто из рестлеров напал на Гробовщика, Кейн победил Мистерио и завоевал титул чемпиона мира в тяжёлом весе. Кейн и Мистерио продолжали конфликтовать, обвиняя друг друга в том, что нападение совершил именно он.
На SummerSlam Гробовщик вернулся, чтобы противостоять Кейну и Рею Мистерио, но был атакован Tombstone Piledriver Кейном. После того, как Кейн показал, кто напал на него, в течение следующих нескольких месяцев они враждовали за титул чемпиона мира в тяжелом весе. После поражения Кейну в матче без правил на Night of Champions Пол Берер вернулся в качестве менеджера Гробовщика на эпизоде SmackDown от 24 сентября. Однако на шоу Hell in a Cell Берер отвернулся от него, чтобы помочь Кейну снова победить в матче «Ад в клетке». Вражда закончилась на Bragging Rights, когда «Нексус» помогли Кейну победить Гробовщика в матче «Погребённый заживо». Гробовщик потребовалась операция по поводу разрыва вращательной манжеты, в результате чего он пропал с экранов.

#### Защита серии и её конец (2011—2014)
После Royal Rumble 2011 года в эфир начали выходить промо-ролики, в которых Гробовщик входил и стоял в старом доме в стиле вестерн в дождливой пустыне. Каждое промо заканчивалось тем, что на экране «выжигалась» дата 2—21—11. В эпизоде Raw от 21 февраля Гробовщик вернулся, но не успел он заговорить, как вернулся Triple H и столкнулся с ним. Они вызвали друг друга на матч на WrestleMania XXVII, который прошёл без правил и который Гробовщик выиграл болевым приёмом. Однако его пришлось уносить с ринга на носилках. После WrestleMania XXVII в 2011 году Гробовщик стал работать в компании неполный рабочий день; до 2013 года он больше не проводил матчей на Raw и SmackDown.

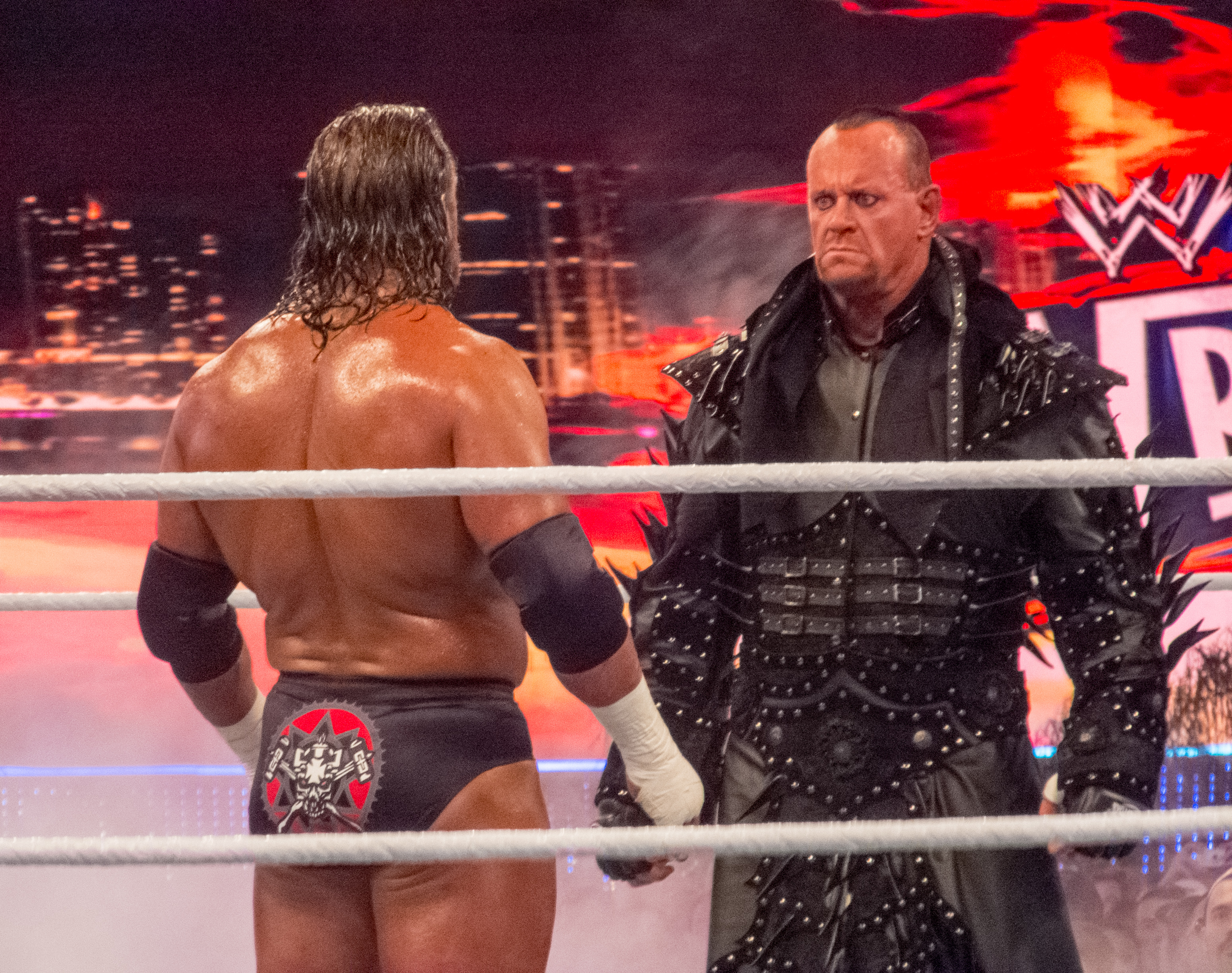
Гробовщик против Triple H на WrestleMania XXVIII

В эпизоде Raw от 30 января 2012 года Гробовщик вернулся после девятимесячного перерыва, чтобы противостоять Triple H. 13 февраля в эпизоде Raw Triple H отклонил вызов Гробовщика на матч-реванш на WrestleMania. После того, как 20 февраля на Raw Гробовщик обвинил Triple H в том, что тот живёт в тени Шона Майклза, Triple H принял вызов при условии, что это будет матче «Ад в клетке»; позже Майклз был назначен специальным приглашённым рефери на этот матч. На WrestleMania XXVIII Гробовщик, дебютировавший в новом образе — с ирокезом, победил Triple H и продлил свою серию до 20-0. После матча Гробовщик и Майклз вынесли Triple H на сцену, где все трое обнялись. Позже, в 2012 году, Гробовщик появился на 1000-м эпизоде Raw 23 июля, чтобы помочь Кейну, которому противостояли Джиндер Махал, Курт Хокинс, Тайлер Рекс, Унико, Камачо и Дрю Макинтайр. «Братья Разрушения» одолели и доминировали над шестью другими рестлерами.

Следующее телевизионное выступление Гробовщика состоялось 4 марта 2013 года на ретро Raw, где он открыл шоу, исполнив свой фирменный выход. Си Эм Панк, Рэнди Ортон, Биг Шоу и Шеймус сразились в четырёхстороннем поединке, чтобы определить, кто будет противостоять ему на WrestleMania 29, в котором победил Панк. После смерти Пола Берера 5 марта 2013 года началась сюжетная линия, в которой Панк регулярно оскорблял Гробовщика, проявляя неуважение к смерти Берера. Панк прервал церемонию чествования Гробовщика на Raw, украл фирменную урну и позже использовал её для нападения на Кейна, унижения «Братьев разрушения» и насмешек над Берером. Гробовщик победил Панка на WrestleMania 29, продлив свою серию до 21-0, а затем забрал урну. На следующий вечер на Raw Гробовщик вышел на ринг, чтобы отдать дань уважения Береру, но его прервали «Щит», которые попытались напасть на Гробовщика, пока Кейн и Дэниел Брайан не спасли его. Гробовщик провёл свой последний матч на Raw (первый с 2010 года) на эпизоде 22 апреля, объединившись с Кейном и Брайаном против «Щита», но проиграл. Четыре дня спустя он провёл свой последний матч на SmackDown (также первый с 2010 года), победив члена «Щита» Дина Эмброуза болевым приёмом. После этого Гробовщик был атакован Эмброузом и остальными членами «Щита», которые провели тройную пауэрбомбу через стол комментаторов.

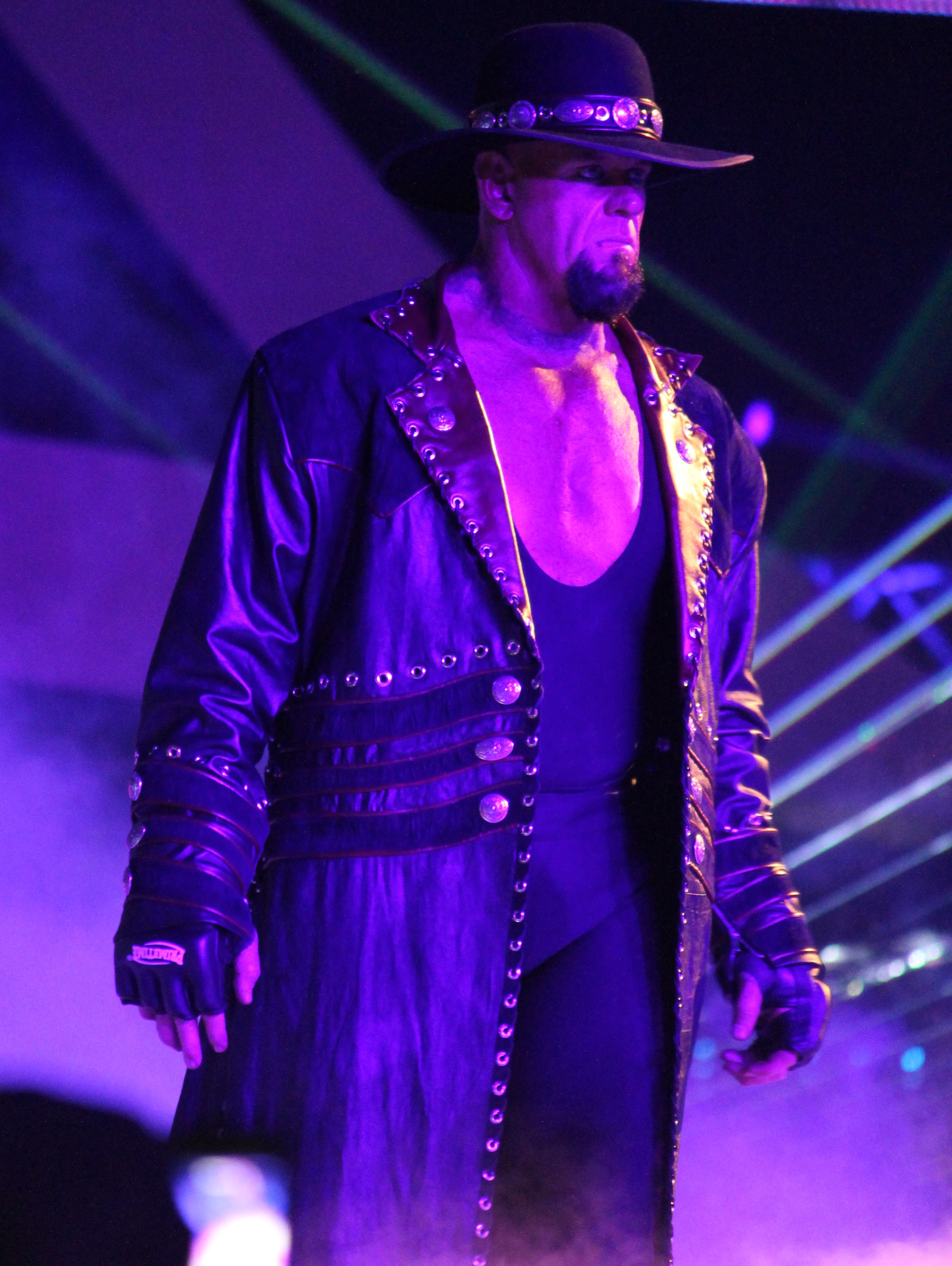
Гробовщик на WrestleMania XXX

В эпизоде Raw от 24 февраля 2014 года Гробовщик вернулся, чтобы противостоять Броку Леснару, и принял его вызов на матч на WrestleMania XXX. После 25 минут и трёх F-5, Леснар выиграл матч удержанием, прервав победную серию Гробовщика, что было описано как «самый шокирующий результат в истории WWE». После матча Гробовщик был госпитализирован с тяжёлым сотрясением мозга, которое он получил на первых минутах матча. В интервью в декабре 2014 года Винс Макмэн подтвердил, что это было его окончательное решение о том, чтобы Леснар завершил серию, и что Гробовщик сначала был шокирован этим решением. Макмэн обосновал своё решение тем, что это значительно усилит грозность Леснара для подготовки следующей WrestleMania и что других подходящих кандидатов на эту роль кроме Леснара не было.

#### Последующая карьера и последняя вражда (2015—2020)

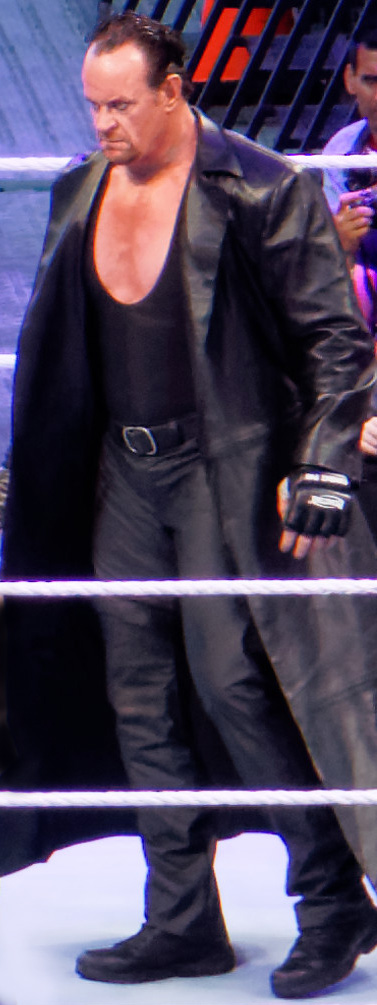
Гробовщик на WrestleMania 31 в 2015 году

В феврале 2015 года Брэй Уайатт начал серию загадочных промо-роликов, которые привели к Fastlane, где Уайатт бросил вызов Гробовщику на матч на WrestleMania 31, который Гробовщик принял. На шоу 29 марта Гробовщик победил Уайатта после двух Tombstone Piledriver.
В июле, на Battleground, Гробовщик совершил своё возвращение, напав на Брока Леснара, когда Леснар был на грани победы над Сетом Роллинсом во время матча за звание чемпиона мира WWE в тяжелом весе, в результате чего матч закончился победой Леснара по дисквалификации. На следующий вечер на Raw Андертейкер объяснил свои действия местью — не за то, что Леснар прервал серию, а за постоянные насмешки, которые он позволял Полу Хейману. После того, как Гробовщик и Леснар устроили драку на арене и их пришлось разнять, матч-реванш был назначен на SummerSlam в августе, где Гробовщик спорно победил Леснара. Леснар зажал Гробовщика в захват Kimura Lock, и таймкипер ударил в гонг, увидев, что Гробовщик якобы показывает, что сдаёться, но поскольку рефери не видел этого и не остановил матч, матч продолжился. Эта путаница позволила Гробовщику нанести Леснару удар ниже пояса и применить «Адские врата», в результате чего Леснар потерял сознание. На шоу Hell in a Cell Гробовщик был побеждён Леснаром в матче «Ад в клетке» после того, как Леснар нанёс ему удар ниже пояса и выполнил третий F-5 за матч.
Пока толпа аплодировала Гробовщику после поражения от Леснара, на него напала и схватила «Семья Уайаттов» (Брэй Уайатт, Люк Харпер, Эрик Роуэн и Брон Строумэн), которые унесли его с ринга. После того, как на следующий вечер на шоу Raw Уайатт устроил засаду и захватил Кейна, он объяснил, что завладел их душами и украл их демонические силы. «Братья Разрушения» вернулись 9 ноября на Raw и напали на «Семью Уайаттов», устроив командный матч на Survivor Series, который был посвящён 25-летию Гробовщика в WWE. На Survivor Series 22 ноября «Братья Разрушения» победили Уайатта и Харпера.
В эпизоде Raw от 22 февраля 2016 года Винс Макмэн поставил своего сына Шейна Макмэна, который вернулся в WWE впервые с 2009 года, на матче «Ад в клетке» на WrestleMania 32 против Гробовщика с условием, что в случае победы Шейна он получит контроль над Raw. Позже Винс решил, что если Гробовщик проиграет матч против Шейна, то это будет его последний матч на WrestleMania. После нескольких недель игр разума и физических столкновений между ними, 3 апреля Гробовщик победил Шейна Макмэна на WrestleMania 32. Гробовщик вернулся на 900-м эпизоде SmackDown 15 ноября, пригрозив команде SmackDown, если они не смогут победить команду Raw на предстоящем шоу Survivor Series.
Затем Гробовщик появился в эпизоде Raw от 9 января 2017 года, где объявил о своём участии в матче «Королевская битва» и заявил, что он свободный агент. Гробовщик появился в эпизоде Raw от 23 января, где противостоял Броку Леснару и Голдбергу. Во время Royal Rumble 29 января Гробовщик вошёл под номером 29, устранив Голдберга, Миза, Барона Корбина и Сами Зейна, а затем был устранён участником под номером 30 Романом Рейнсом. Гробовщик вернулся на эпизоде Raw 6 марта и провёл чоукслэм Рейнсу. Это привело к матчу без правил между Гробовщиком и Рейнсом на WrestleMania 33 2 апреля, где Гробовщик проиграл Рейнсу. После матча Гробовщик оставил свой плащ, перчатки и шляпу в центре ринга, а затем медленно пошёл к выходу.

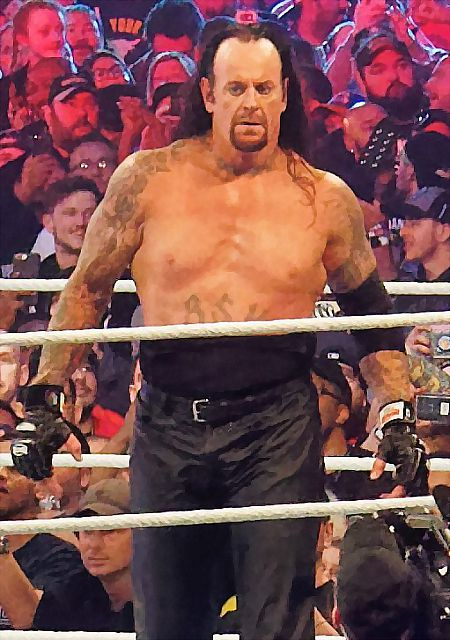
Гробовщик в апреле 2018 года

Гробовщик принял участие в эпизоде в честь 25-летия Raw 22 января 2018 года, что стало его первым появлением после WrestleMania 33. За несколько месяцев до WrestleMania 34 Джон Сина вызвал Гробовщика на матч. На апрельской WrestleMania, после того как Элайас столкнулся с Синой и был избит, шляпа и пальто Гробовщика появились в центре ринга, где он оставил их в прошлом году, и были поражены молнией. Затем появился Гробовщик и победил Сину в импровизированном трёхминутном матче. Три недели спустя Гробовщик победил Русева на шоу Greatest Royal Rumble в матче с гробом.
На Super Show-Down в Австралии 6 октября Гробовщик встретился с Triple H в матче без дисквалификаций, который был объявлен как «Последний раз в жизни»; их сопровождали Кейн и Шон Майклз соответственно. Гробовщик проиграл матч после вмешательства Майклза. После матча четверо мужчин пожали друг другу руки в знак уважения, однако Гробовщик и Кейн напали на своих противников. В результате дуэты воссоединились и встретились на шоу Crown Jewel 2 ноября, где Гробовщик и Кейн проиграли.
8 апреля 2019 года в эпизоде Raw, в ночь после WrestleMania 35 — первой за 19 лет WrestleMania без его участия — Гробовщик сделал своё следующее появление, прервав и атаковав Элайаса во время одного из его музыкальных выступлений. Гробовщик вернулся на ринг, чтобы встретиться с Голдбергом на Super ShowDown в Саудовской Аравии 7 июня, победив его в главном событии вечера, что стало их первым матчем друг против друга. На эпизоде Raw от 24 июня 2019 года, во время гандикап-матча, в котором Роман Рейнс доминировал над Шейном Макмэном и Дрю Макинтайром, внезапно появился Гробовщик и напал на Макмэна и Макинтайра. Позже было объявлено, что Гробовщик и Рейнс встретятся с Макмэном и Макинтайром в командном матче на Extreme Rules. На Extreme Rules Гробовщик и Рейнс победили.
Андертейкер вернулся на Super ShowDown в Саудовской Аравии 27 февраля 2020 года в качестве неожиданной замены в гаунтлет-матче. Он вышел на матч последним, заменив Рей Мистерио, а затем победил Эй Джей Стайлза и завоевал трофей Tuwaiq Mountain Trophy. В эпизоде Raw от 2 марта 2020 года Стайлз насмехался над Гробовщиком во время матча с Алистером Блэком, а на Elimination Chamber Гробовщик сделал ещё одно неожиданное появление, напав на Стайлза во время матча-реванша с Блэком в матче без дисквалификаций. На следующий вечер на Raw Стайлз бросил вызов Гробовщик на матч на WrestleMania 36. В последующие недели Стайлз продолжал провоцировать Гробовщика, отходя от порицания всего, что связано с его образом Гробовщика, и вместо этого порицая истинную сущность Кэлвея. В ходе этой вражды Стайлз называл Гробовщика его настоящим именем и осыпал его колкостями и критикой в адрес жены Кэлвея, Мишель Маккул. В ответ на это Гробовщик выступил с речью, в которой впервые за многие годы отказался от образа «Мертвеца», выступив как Марк Кэлвей. Взяв на вооружение элементы образа American Badass, Кэлвей появлялся в кожаных куртках, банданах и т. д. На WrestleMania 36 Гробовщик представил свой третий и последний образ — «Нечестивая троица», сочетание «Мертвеца», American Badass и себя в роли Марка Кэлвея. Он и Стайлз сразились в уединённом сельском местечке, в кинематографической драке с напряжённым повествованием, которую окрестили «матчем на кладбище». Несмотря на помощь Гэллоуза и Андерсона, Гробовщик закопал Стайлза в пустой могиле, выиграв матч и одержав 25-ю победу на WrestleMania в своей карьере.

#### Конец карьеры и Зал славы (2020—н.в.)
21 июня 2020 года во время заключительного эпизода документального фильма «Гробовщик: последний путь», Гробовщик ушёл из индустрии; в ноябрьском интервью он подтвердил, что «официально закончил карьеру». Многие рестлеры и другие общественные деятели также почтили его наследие на своих страницах в социальных сетях. «Мэдисон-сквер-гарден», считающийся самой важной площадкой в рестлинге, также почтил его.
Гробовщик в своём фирменном плаще и шляпе появился в конце шоу Survivor Series 22 ноября, посвящённого тридцатилетию со дня его дебюта в WWE, где он вновь заявил, что его карьера закончена, произнеся эмоциональную прощальную речь, которая закончилась в типичной для Гробовщика манере: «Моё время пришло, пусть Гробовщик покоится с миром». Десять колоколов салютовали персонажу Гробовщика, когда он принимал традиционную позу на коленях, а на ринг было спроецировано голографическое изображение Пола Берера, бывшего менеджера Гробовщика.
18 февраля 2022 года было объявлено, что Гробовщик будет введён в Зал славы WWE. 1 апреля 2022 года Гробовщик был официально введён в Зал славы WWE. Во время церемонии Кэлвей произнёс 137-минутную речь, которая открылась 10-минутной эмоциональной овацией живой аудитории, доведшей Кэлвея до слез. Речь Кэлвей, которую СМИ назвали бесподобной и несравненной, была мотивирующей и содержала коллекцию самоанализа и жизненных философий для достижения успеха. Произнося свою речь, он предстал перед несколькими жанрами своего персонажа «Мертвец» в различных костюмах, представленных на манекенах. Позже в те же выходные Кэлвей появился на сцене у входа в обе дня проведения WrestleMania 38.
23 января 2023 года Гробовщик появился на специальном выпуске, посвящённом 30-летию Monday Night Raw, Raw is XXX. Он появился под своим образом American Badass, противостоя Эл Эй Найту. 10 октября 2023 года Гробовщик появился в концовке выпуска NXT, где атаковал Брона Брейккера.

## Стиль рестлинга и образы
Оригинальный персонаж «Мертвеца» изображался как гробовщик в стиле вестерн, одетый во фрак, галстук в серую полоску и чёрную шляпу-стетсон с серыми перчатками и сапогами. Он изображался невосприимчивым к боли, что достигалось тем, что Кэлвей не отражал удары своих противников. Им управлял Пол Берер, который с помощью погребальной урны наделял Гробовщика таинственными способностями, которые придавали ему сил. В начале своей карьеры он использовал в качестве вступительной темы похоронный марш Фредерика Шопена. Композитор WWF Джим Джонсон изменил марш Шопена, чтобы создать новую тему — «Кладбищенскую симфонию». По словам Джонстона, похоронная музыка помогла передать «трагизм и печаль, а также все эти различные элементы, которые затрагивают таинственную историю персонажа Гробовщика». За свою карьеру в рестлинге он имел множество прозвищ, таких как «Феномен», «Мертвец», «Повелитель тьмы», «Большое зло». На «WrestleMania 36» в 2020 году он представил нового персонажа, прозванного «Несвятая троица», представляющего собой смесь сверхъестественного, персонажа American Bad Ass и реальной личности Кэлвея.
Когда Кэлвей вернулся в 2000 году, он отказался от прежнего образа и вместо этого принял образ байкера, выезжая на ринг на мотоцикле и надевая на ринг солнцезащитные очки и бандану. Его вступительная музыка была заменена на популярные в то время рок-песни, сначала American Bad Ass Кида Рока (откуда и пошло название нового образа Гробовщика), а затем Rollin' от Limp Bizkit. По словам Брюса Причарда, Кэлвей попросил о смене персонажа, поскольку хотел быть «байкером, тем парнем, которым он является в повседневной жизни».
Во время матчей он отдавал дань уважения Дону Джардину, выполняя приём под названием «Старая школа», в котором он проходит вдоль верхнего каната и наносит падающий удар по руке противника.
На протяжении большей части своей карьеры в качестве Гробовщика Кэлвей был очень скрытен в отношении своей личной жизни, появляясь на публике только в образе, чтобы сохранить его таинственность. Однако в последние годы своей карьеры он позволял видеть себя вне образа, давал интервью под своим настоящим именем и подготовил документальный фильм под названием «Последний путь».

## Личная жизнь

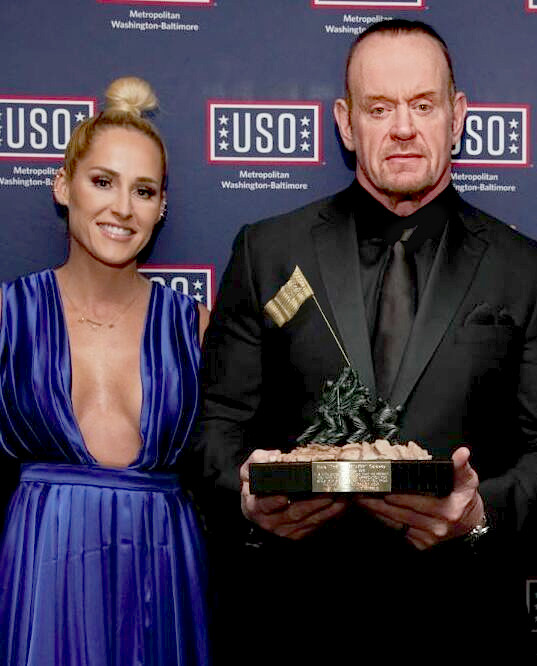
Мишель Маккул и Марк Кэлвей в 2019 году

С 1989 по 1999 год Кэлвей был женат на своей первой жене Джоди Линн; у них есть сын Ганнер Винсент Кэлвей, родившийся в 1993 году. В 2000 году Кэлвей женился на своей второй жене, Саре Франк. В 2001 году она выступала в WWE (тогда известной как WWF) в рамках вражды между Гробовщиком и Даймондом Далласом Пейджем, в которой она была признана женой Кэлвея. У них родились две дочери, Чейси и Грейси Кэлвей, после чего они развелись в 2007 году. В 2010 году он женился на бывшей коллеге Мишель Маккул. Их первый совместный ребёнок, дочь по имени Кайя Фейт Кэлвей, родилась в 2012 году.
В 1990-х годах Кэлвей основал «банду» под названием Bone Street Krew, в которую входили его товарищи по рестлингу Ёкодзуна, Савио Вега, Чарльз Райт, «Годвинны» и Рикиши. У каждого из них были вытатуированы инициалы «BSK», причём у Кэлвея они были изображены на животе.
Кэлвей инвестирует в недвижимость вместе со своим деловым партнёром Скоттом Эверхартом. В 2007 году они закончили строительство здания стоимостью 2,7 миллиона долларов в Лавленде, Колорадо, которое назвали «The Calahart» (словослияние их фамилий). Любитель собак, Кэлвей и его бывшая жена Сара основали «Фонд спасения животных при Техасском колледже ветеринарной медицины и биомедицинских наук», чтобы помочь оплатить спасительные процедуры для собак крупных пород.
Кэлвей — поклонник бокса и смешанных боевых искусств. Он занимался бразильским джиу-джитсу и получил чёрный пояс в 2011 году.

## В рестлинге

### Приёмы
- Могильная плита (англ. Tombstone Piledriver) — коленная свая живот-к-животу
- Чоукслэм (англ. Chokeslam)[205]
- Последний путь (англ. The Last Ride) — пауэрбомба на вытянутых руках
- Проход ожившего мертвеца / Старая школа — залом руки с чопом после прохода по канату
- Врата ада (англ. Hell’s Gate) — модифицированная гогоплата
- Гильотина — атака ребром стула в горло противника
- Гильотинный легдроп — легдроп с разбега на краю ринга на горло противника
- Роккер-дроппер — бегущий легдроп на шею оппонента, обычно привставшего
- DDT с разбега (англ. Running DDT)
- Летящий лариат (англ. Flying Lariat)
- Суицидальный прыжок (англ. Suicide Dive) — прыжок с разбега на оппонента вниз головой с вытянутыми руками[205]

### Прозвища
- «The Phenom»[1][206]
- «The Deadman»[1][206]
- «The American Badass»[206]
- «The Red Devil»[206]
- «Big Evil»[206]
- «The Lord of Darkness»[207]
- «The Demon of Death Valley»[208]
- «The Conscience of the WWE»[209]
- «The Last Outlaw»[206]

### Музыкальные темы
- «Miracle Man» от Оззи Осборна (NJPW)
- «China White» от Scorpions (NWA / WCW)
- «The Grim Reaper» от Джима Джонстона
- «Graveyard Symphony» от Джима Джонстона (1995—1998)
- «Dark Side» от Джима Джонстона (1998—1999)
- «Ministry» от Джима Джонстона (1999)
- «American Bad Ass» от Кида Рока (2000)
- «Rollin' (Air Raid Vehicle)» от Limp Bizkit (2000—2002, 2003)
- «Dead Man» от Джима Джонстона (2002)
- «You’re Gonna Pay» от Джима Джонстона (2002—2003)
- «Graveyard Symphony» от Джима Джонстона (2004—2010, 2012—н.в.)
- «Ain’t No Grave» от Джонни Кэша (2011)[210]

## Титулы и достижения
- Pro Wrestling Illustrated

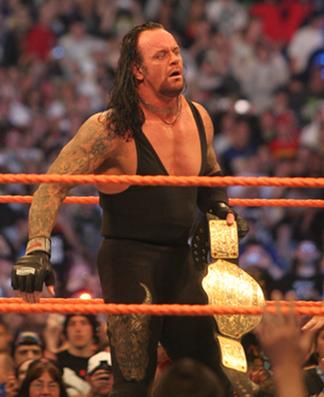
Гробовщик с титулом чемпиона мира в тяжёлом весе

  - Вражда года (1991) против Последнего воина
  - Матч года (1998) против Мика Фоли («Ад в клетке» на King of the Ring, 28 июня 1998)
  - Матч года (2009) против Шона Майклза (WrestleMania XXV, 5 апреля 2009)
  - Матч года (2010) против Шона Майклза (WrestleMania XXVI, 28 марта 2010)
  - Матч года (2012) против Triple H («Ад в клетке» на WrestleMania XXVIII, 1 апреля 2012)
  - PWI ставит его под № 2 в списке 500 лучших рестлеров 2002 года[211][212]
- World Wrestling Federation/Entertainment/WWE
  - Чемпион WWF/E (4 раза)
  - Чемпион мира в тяжёлом весе (3 раза)
  - Хардкорный чемпион WWF (1 раз)
  - Командный чемпион мира WWF (6 раз) — с Биг Шоу (2 раза), Кейном (2 раза), Скалой (1 раз) и «Ледяной глыбой» Стивом Остином (1 раз)
  - Командный чемпион WCW (1 раз) — с Кейном
  - Победитель «Королевской битвы» (2007)
  - Награды Слэмми:
    - «Величайший хит WWF» (1996) — засасывание Дизеля в бездну
    - «Лучшее тату» (1997)
    - «Лучшая музыкальная тема» (1997)
    - «Звезда высшей величины» (1997)
    - «Матч года 2009» за бой против Шона Майклза на WrestleMania 25
    - «Матч года 2010» за бой против Шона Майклза на WrestleMania XXVI
    - «Момент года (OMG) 2011» за бой против Triple H на WrestleMania XXVII
    - «Матч года 2012» за бой против Triple H на WrestleMania XXVIII
    - «Момент года 2020» — завершение карьеры на Survivor Series 2020
    - «Матч года 2020» за бой против Эй Джей Стайлза на WrestleMania 36

  - WWE ставит его под № 2 в списке 50 лучших рестлеров за всю историю[213]
  - Зал славы WWE (2022)
- Wrestling Observer Newsletter
  - Лучший образ (1990, 1991, 1992, 1993, 1994)
  - Лучший хил года (1991)
  - Худшая вражда года (1993) против Гиганта Гонсалеса
  - Самый нелюбимый рестлер читателей (2001)
  - Самый переоценённый рестлер года (2001)
  - Худший матч года (2001) с Кейном против КрониК
  - 5-звёздочный матч против Шона Майклза (первый в истории «Ад в клетке» на Badd Blood: In Your House, 5 октября 1997)
  - Член Зала cлавы WON, введён в 2004 году
- United States Wrestling Association
  - Объединённый чемпион мира в тяжёлом весе USWA (1 раз)
- World Class Wrestling Association
  - Чемпион Техаса в тяжёлом весе WCWA (1 раз)

### Статистика матчей Гробовщика на WrestleMania
| Серия | WrestleMania | Год  | Соперник           | Примечания                                                                       | Ссылки  |
| ----- | ------------ | ---- | ------------------ | -------------------------------------------------------------------------------- | ------- |
| 1—0   | VII          | 1991 | Джимми Снука       |                                                                                  | [ 214 ] |
| 2—0   | VIII         | 1992 | Джейк Робертс      |                                                                                  | [ 215 ] |
| 3—0   | IX           | 1993 | Гигант Гонсалес    | Победа в результате дисквалификации соперника                                    | [ 216 ] |
| 4—0   | XI           | 1995 | Кинг-Конг Банди    | Специальный судья Ларри Янг                                                      | [ 217 ] |
| 5—0   | XII          | 1996 | Дизель             |                                                                                  | [ 218 ] |
| 6—0   | 13           | 1997 | Сайко Сид          | Поединок за титул чемпиона WWF в матче без дисквалификаций                       | [ 219 ] |
| 7—0   | XIV          | 1998 | Кейн               |                                                                                  | [ 220 ] |
| 8—0   | XV           | 1999 | Биг Босс Мен       | Матч «Ад в клетке».                                                              | [ 221 ] |
| 9—0   | Х-Seven      | 2001 | Triple H           |                                                                                  | [ 222 ] |
| 10—0  | X8           | 2002 | Рик Флэр           | Поединок без дисквалификаций                                                     | [ 223 ] |
| 11—0  | XIX          | 2003 | Биг Шоу и Эй-Трейн | Гандикап                                                                         | [ 224 ] |
| 12—0  | XX           | 2004 | Кейн               |                                                                                  | [ 225 ] |
| 13—0  | 21           | 2005 | Рэнди Ортон        |                                                                                  | [ 226 ] |
| 14—0  | 22           | 2006 | Марк Генри         | Поединок с гробами                                                               | [ 227 ] |
| 15—0  | 23           | 2007 | Батиста            | Поединок за титул Чемпиона мира в тяжелом весе                                   | [ 228 ] |
| 16—0  | XXIV         | 2008 | Эдж                | Поединок за титул Чемпиона мира в тяжелом весе                                   | [ 229 ] |
| 17—0  | XXV          | 2009 | Шон Майклз         |                                                                                  | [ 230 ] |
| 18—0  | XXVI         | 2010 | Шон Майклз         | Поединок без дисквалификации. Серия побед Гробовщика против Карьеры Шона Майклза | [ 231 ] |
| 19—0  | XXVII        | 2011 | Triple H           | Поединок без дисквалификации                                                     | [ 232 ] |
| 20—0  | XXVIII       | 2012 | Triple H           | Матч «Ад в клетке». Специальный рефери Шон Майклз                                | [ 233 ] |
| 21—0  | 29           | 2013 | Си Эм Панк         |                                                                                  | [ 234 ] |
| 21—1  | XXX          | 2014 | Брок Леснар        | Серия побед Гробовщика официально прервана                                       | [ 235 ] |
| 22—1  | 31           | 2015 | Брэй Уайатт        |                                                                                  | [ 236 ] |
| 23—1  | 32           | 2016 | Шейн Макмэн        | Если Гробовщик проиграет, эта WrestleMania станет для него последней             | [ 237 ] |
| 23—2  | 33           | 2017 | Роман Рейнс        | Поединок без дисквалификаций                                                     | [ 238 ] |
| 24—2  | 34           | 2018 | Джон Сина          | Матч закончился за 2 минуты 45 секунд                                            | [ 239 ] |
| 25—2  | 36           | 2020 | Эй Джей Стайлз     | Поединок на кладбище                                                             | [ 240 ] |